# Liste de peintures et d'œuvres graphiques de la Première Guerre mondiale

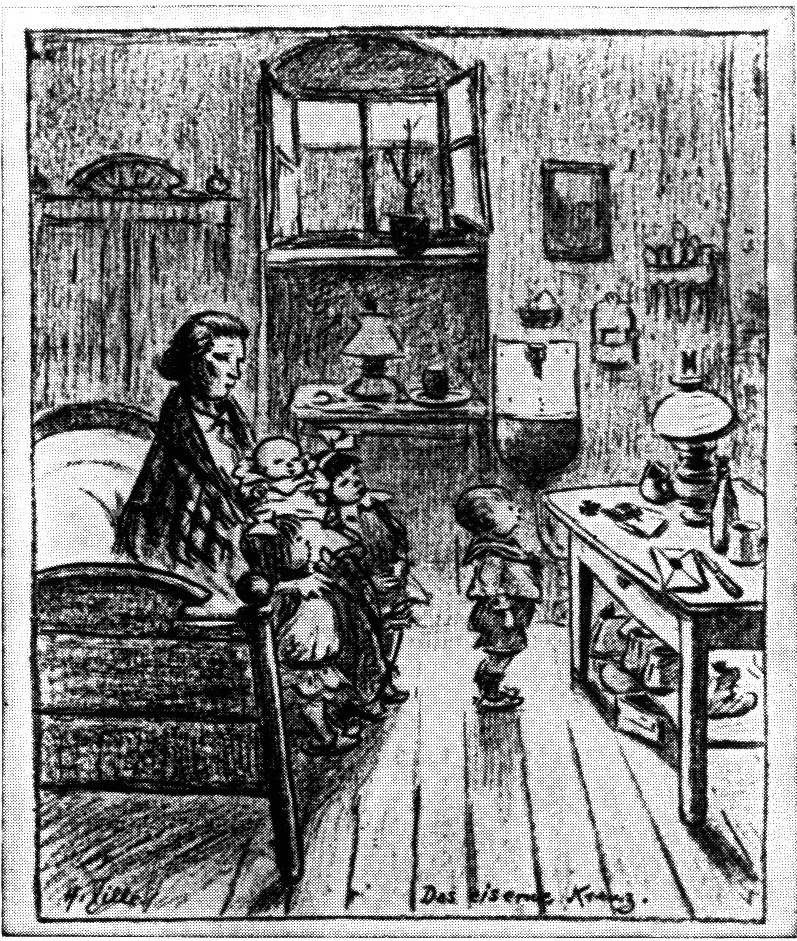
Heinrich Zille: La croix de fer

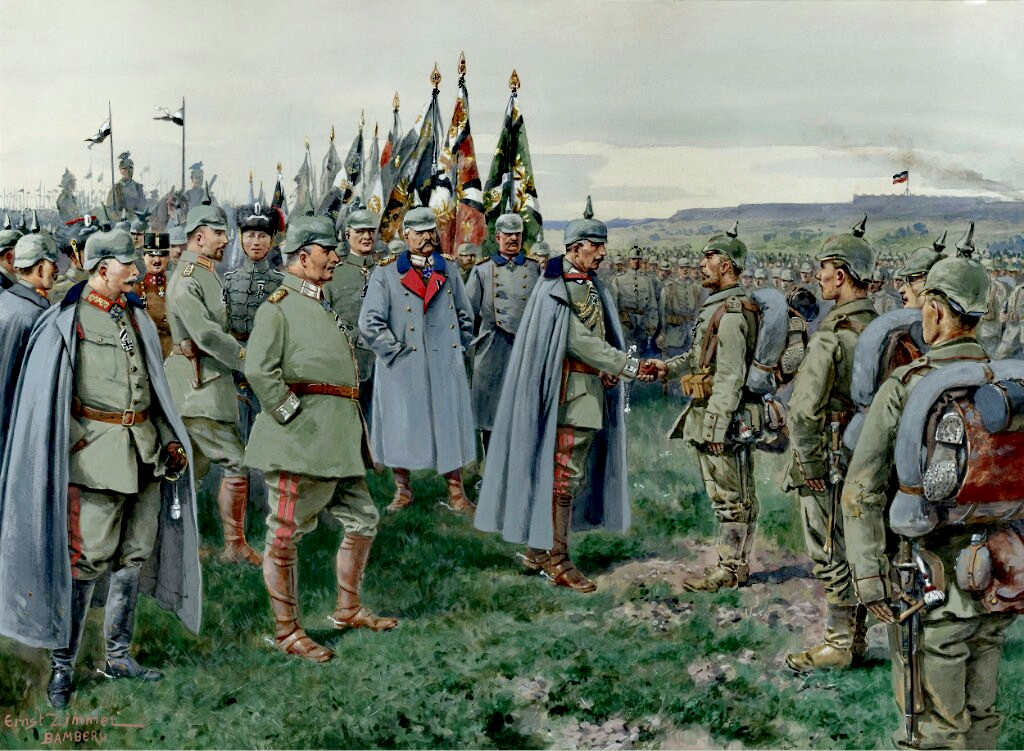
Heinrich Zimmer: Der Kaiser verleiht den Helden von Nowogeorgiewsk das Eiserne Kreuz (L'Empereur décore les héros du Siège de Novogeorgievsk de la Croix de guerre)

Musée bavarois de l'armée à Ingolstadt

## Artistes et œuvres

### A
- Richard Benno Adam (Artiste de guerre)
  - Attacke der bayerischen Ulanen bei Lagarde (Attaque des Ulhans bavarois près de Lagarde), huile sur toile, 84 × 141 cm, 1918, Musée bavarois de l'armée à Ingolstadt
  - Verbrannte Pferde (Chevaux brulés), huile sur carton, 20,4 × 32,3 cm, 1916, Musée bavarois de l'armée à Ingolstadt
  - Ausblick aus dem Gefechtsstand der 2. bayer. Infanterie-Division bei Maison Rouge (Vue sur le poste de commandement de la 2e division d'infanterie bavaroise près de Maison Rouge), huile sur carton, 92 × 71 cm, 1917, Musée bavarois de l'armée à Ingolstadt
  - Kriegsgefangene in ihrer Unterkunft (Prisonniers de guerre dans leur abri), huile sur carton, 92 × 71 cm, 1918, Musée bavarois de l'armée à Ingolstadt
- Josef Albers
  - Zwei Soldaten mit Marschgepäck (Deux soldats avec leur paquetage), vers 1915, lithographie, collection Gerhard Schäfer/Bürgerstiftung Solingen
- Guillaume Apollinaire
  - Le brigadier marqué, Le pas de l'embusqué et Sans titre, triptyque, 1915-6, Centre Mondial de la Paix, Verdun.

### B
- Hans Baluschek
  - Carton à dessin La guerre 1914–1916 (22 tableaux)

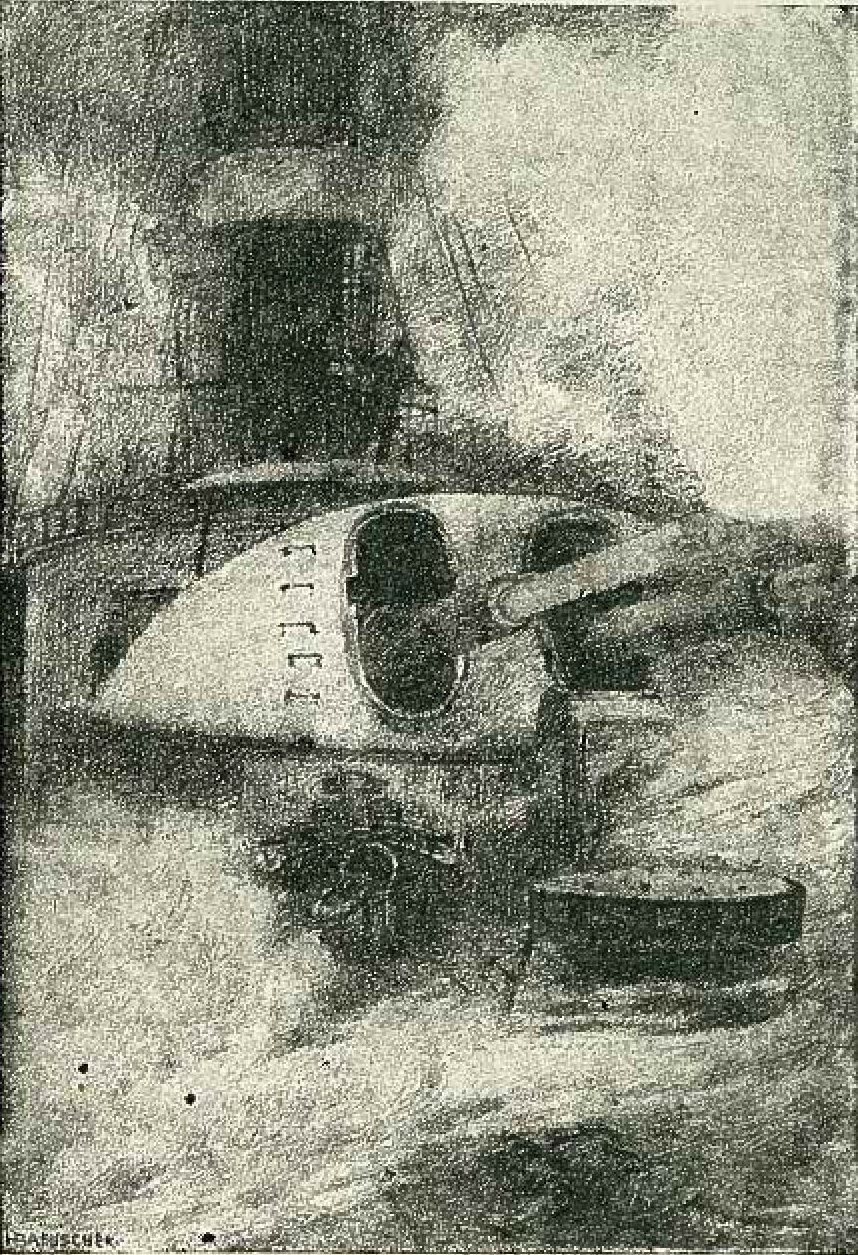
Baluschek: Geschütz (Pièce d'artillerie)
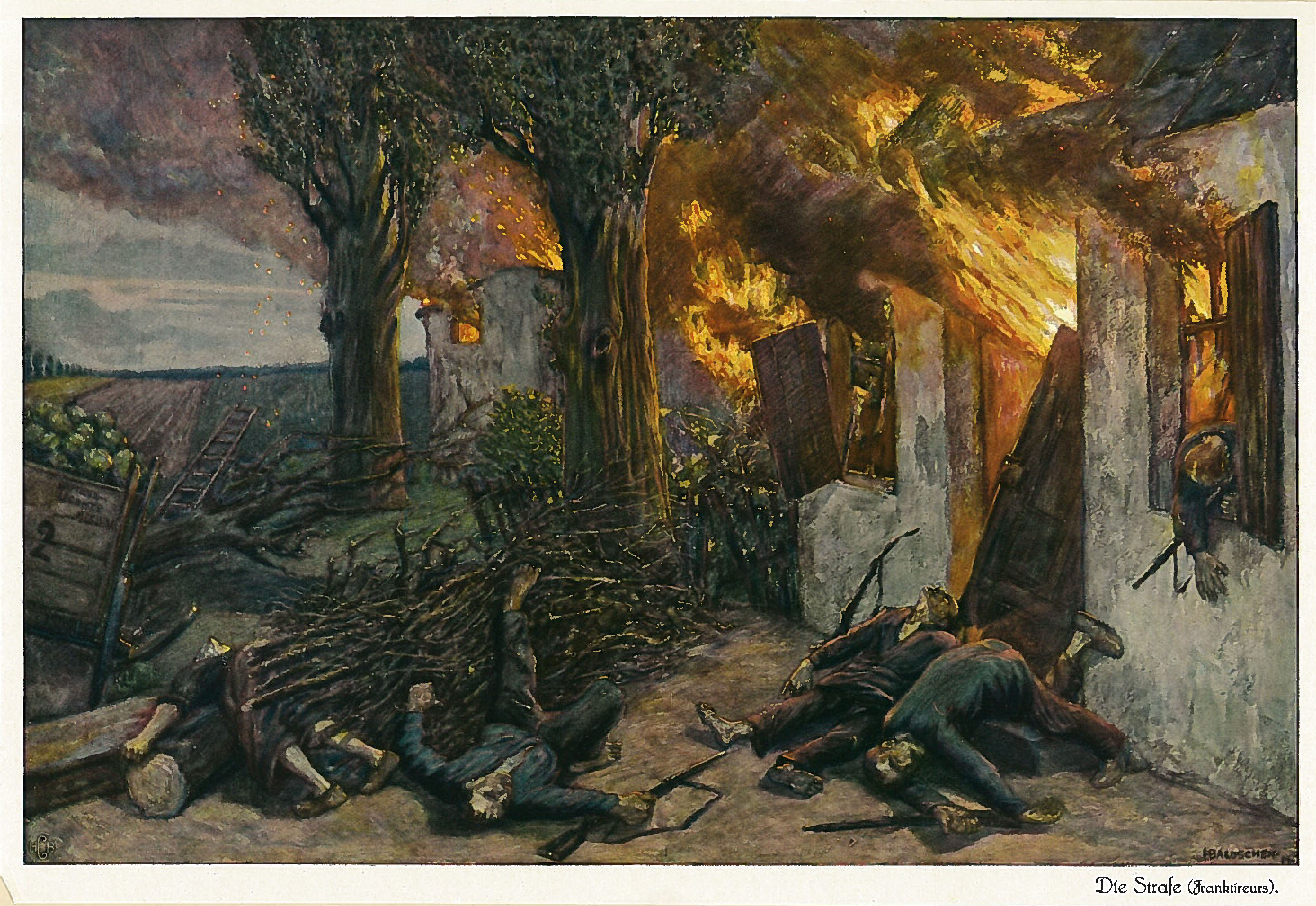
Baluschek: Die Straße (Franktireurs) (La route (Francs-tireurs)
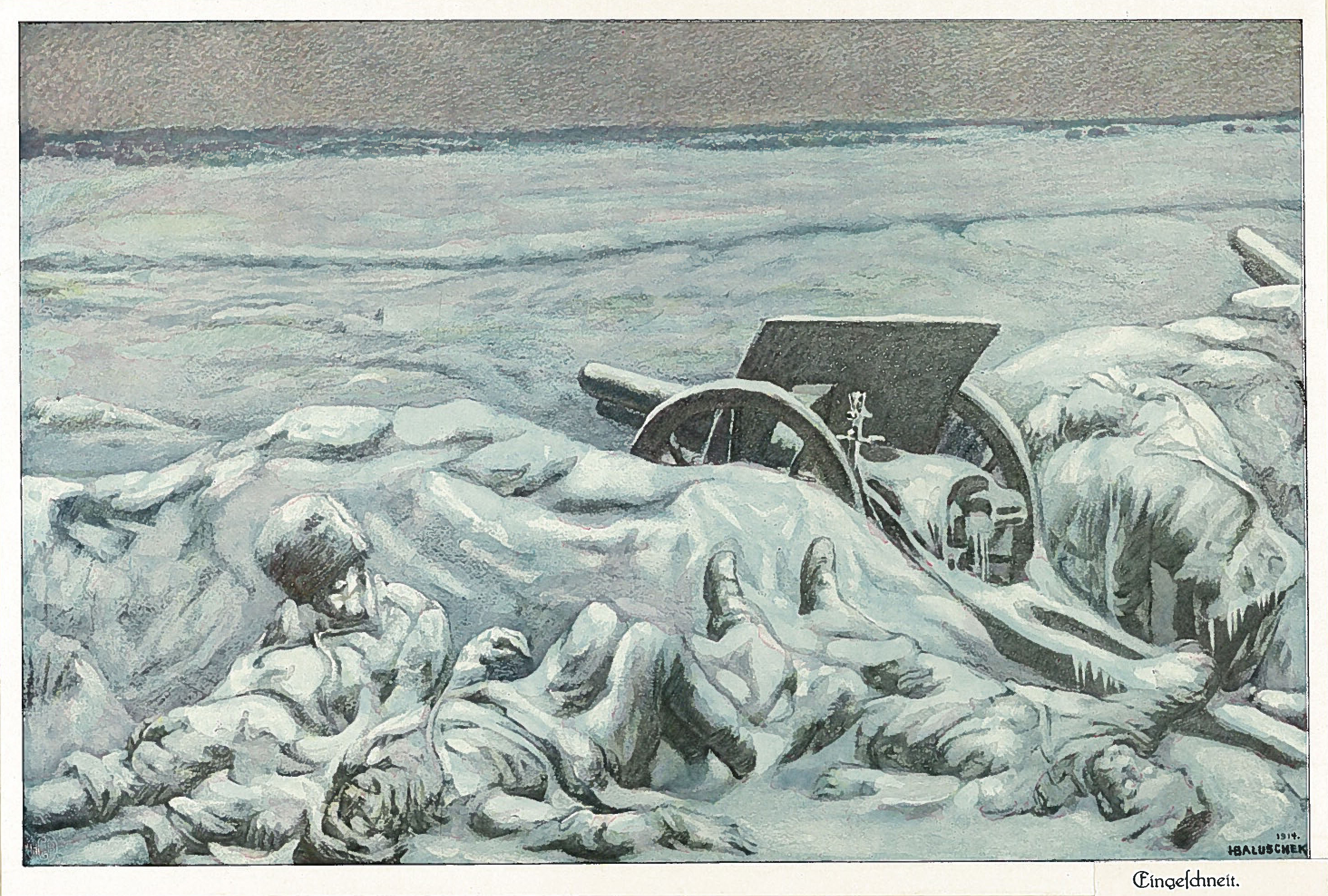
Baluschek: Eingeschneit (Couverts de neige)
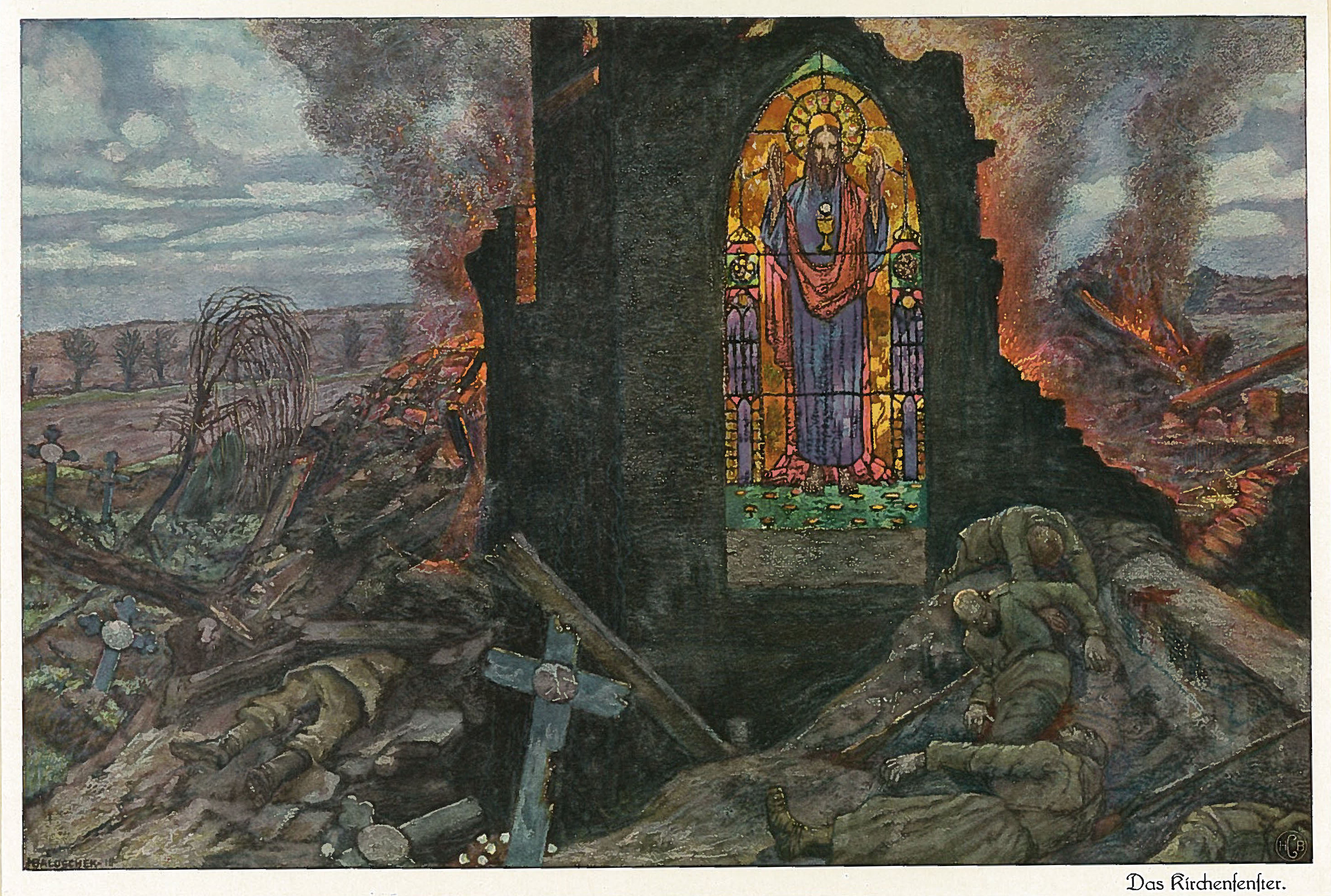
Baluschek: Das Kirchenfenster (La fenêtre de l'église)
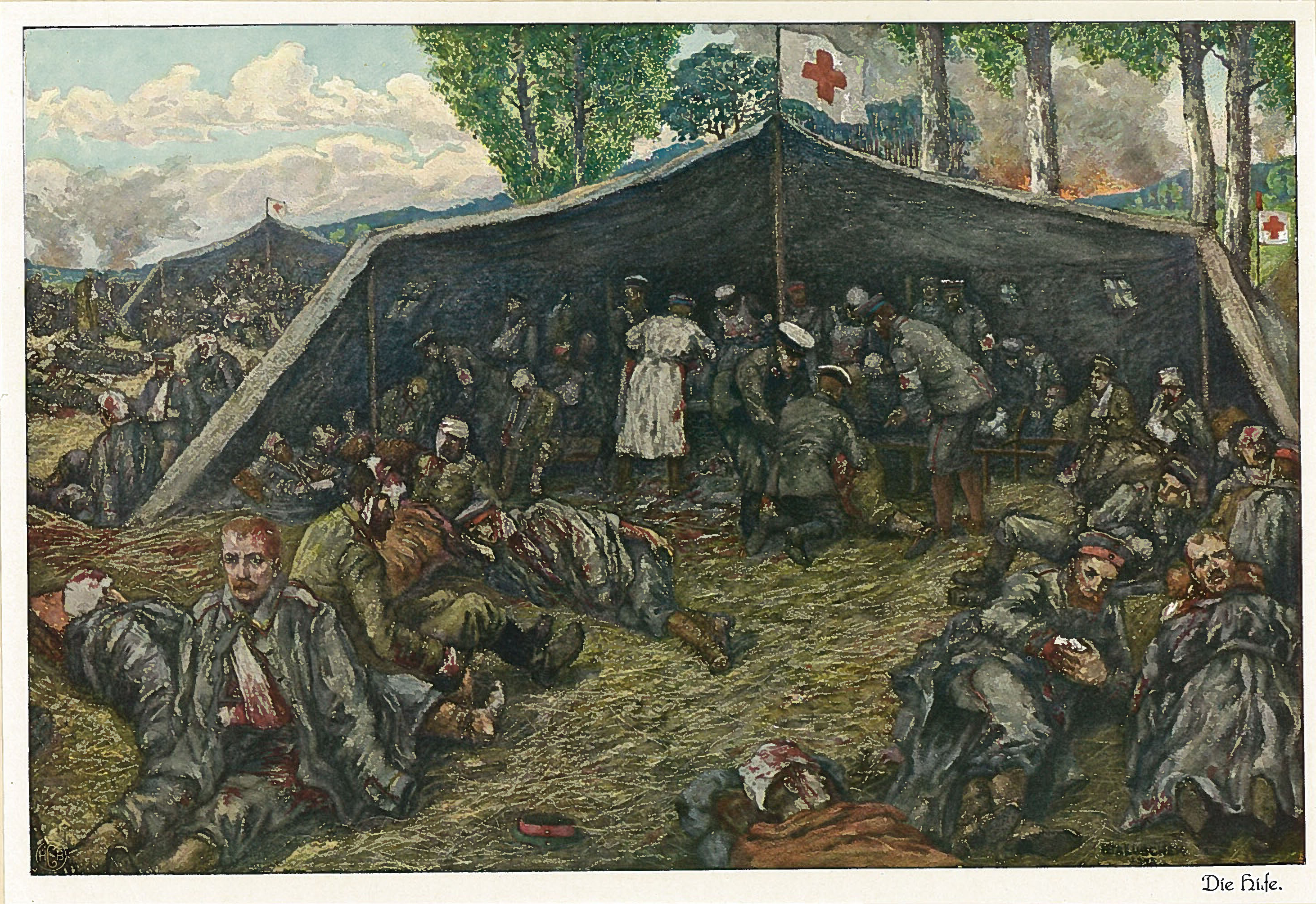
Baluschek: Die Hilfe (Premiers secours)
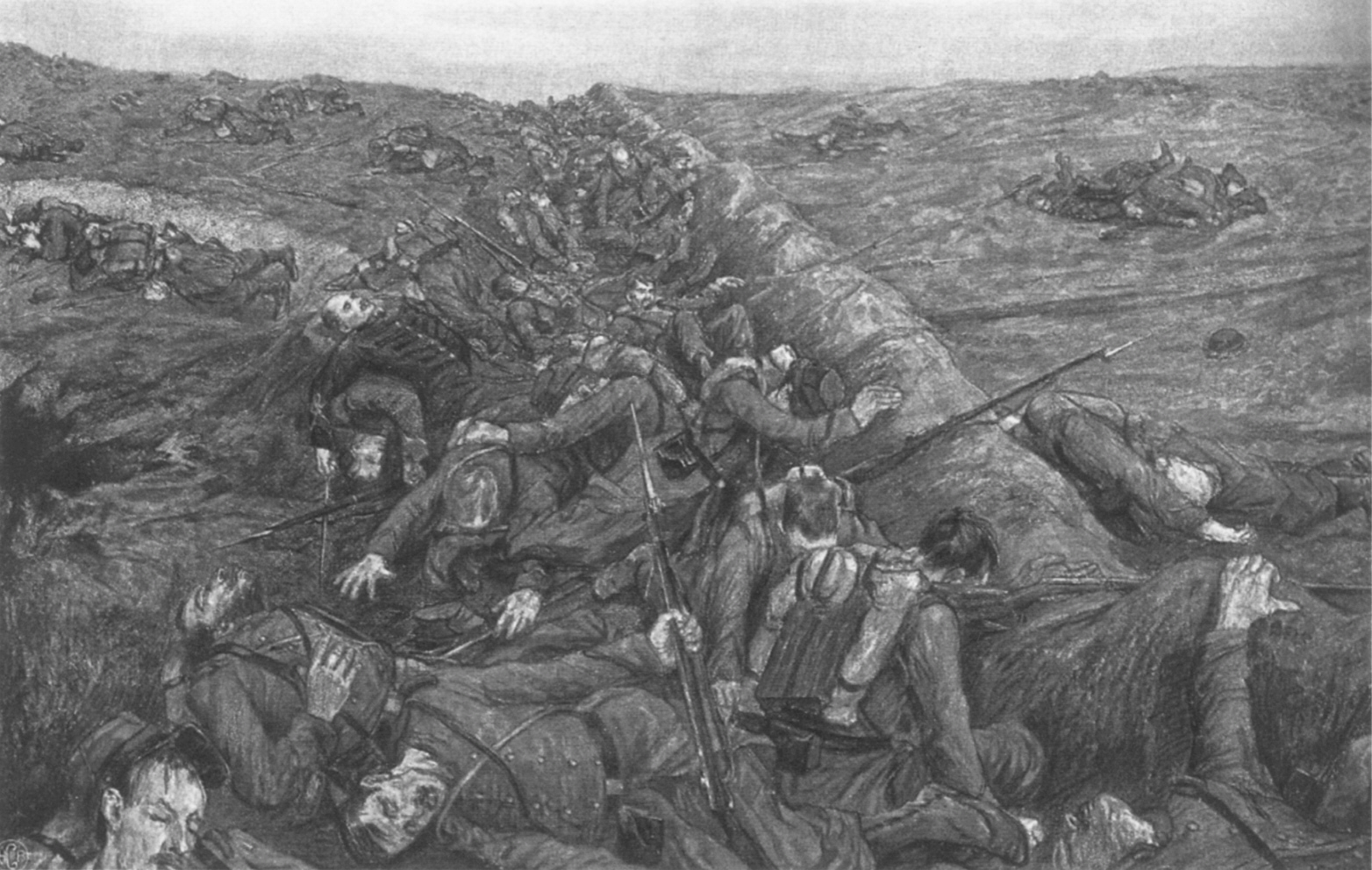
Baluschek: Die Vernichtung (La destruction), 1915

- Carl Bantzer

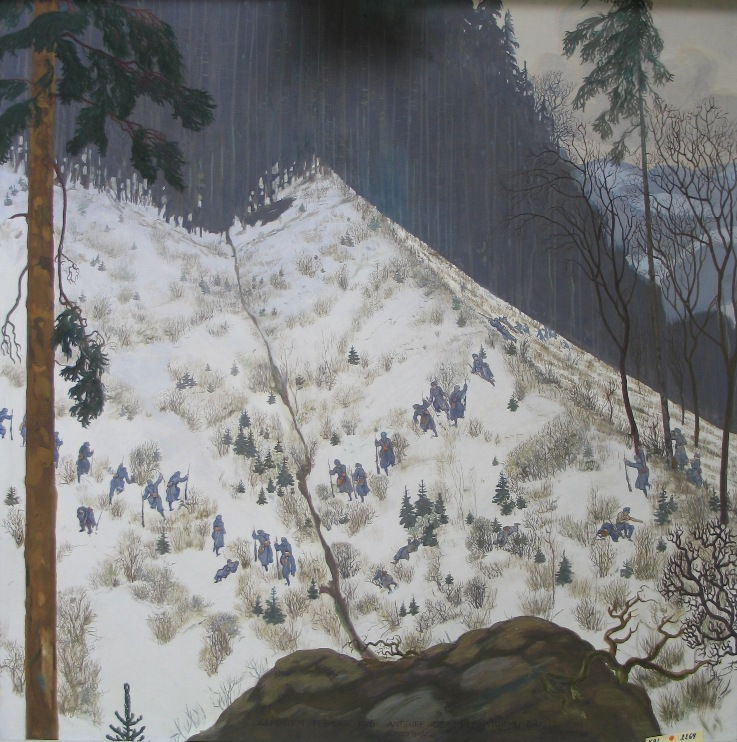
Alfred Basel: Kämpfe in den Karpaten(Combats dans les Carpathes) (1915)

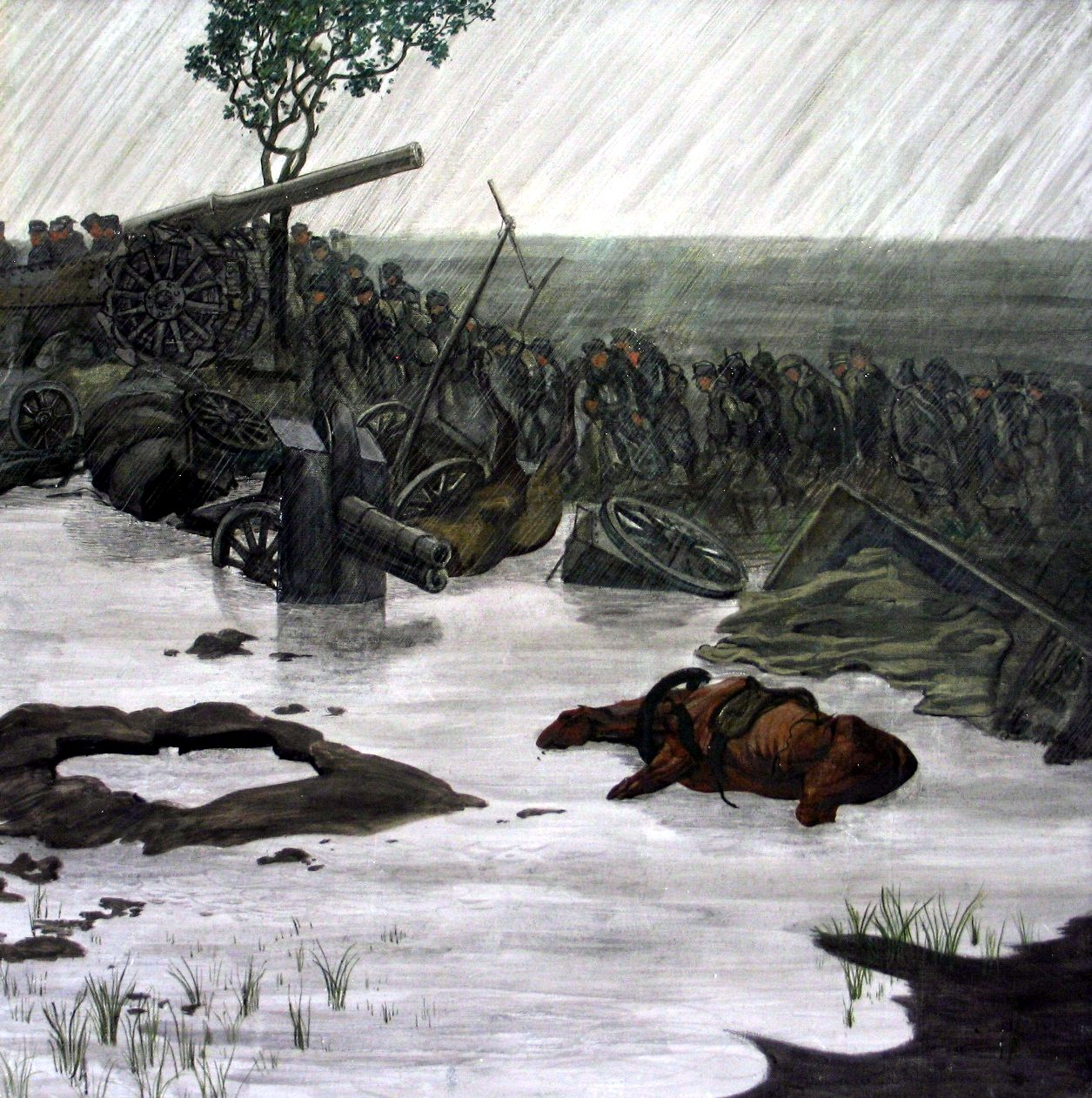
Alfred Basel: Nach dem Durchbruch am Tagliamento (Après la percée au Tagliamento) (1918)

  - Stellung in Berry au Bac (Position à Berry au Bac), 1915, dessin à la craie
  - Zerstörte Kapelle in La Ville aux Bois (Chapelle détruite à la Ville-aux-bois), 1915, dessin au crayon
- Ernst Barlach
  - Aus einem neuzeitlichen Totentanz, lithographie zu « Der Bildermann », collection Gerhard Schneider
- Alfred Basel
  - Erstürmung von Stary Korczyn durch das Landsturminfanterieregiment numéro 1, 22 décembre 1914, tempera sur toile, 99 × 99 cm, Musée d'histoire militaire de Vienne, Vienne.
  - Kämpfe in den Karpaten, (Combat dans les Carpathes) 1915
  - Nach dem Durchbruch am Tagliamento, 1918
- Max Beckmann
  - Der Kriegsausbruch, 1914, gravure, 19,8 × 24,8 cm.
  - Selbstbildnis als Krankenpfleger, 1915, huile sur toile, 55,5 × 38,5 cm, Von der Heydt Museum
  - Die Granate, 1915, gravure sur papier, 38 × 28,8 cm.
  - Die Operation, 1914, gravure sur papier, 29,8 × 43,4 cm.
  - Das Leichenschauhaus, 1915, gravure, 27,5 x 35,7 .
  - Auferstehung, 1918, huile sur toile, 345 × 497 cm, Staatsgalerie de Stuttgart.
- Claus Bergen (peintre de marine)
  - Seeschacht am Skagerrak, huile sur toile, 50 × 77 cm, 1916 (?), Musée bavarois de l'armée à Ingolstadt
  - Ansprache Kaiser Wilhelm II. an Teilnehmer der Skagerrak-Schlacht 15 juin 1916, huile sur toile, 77 × 104 cm, 1916, Musée bavarois de l'armée à Ingolstadt
  - U53 auf der Fahrt nach Amerika, huile sur toile, 178 × 241 cm, 1918, Musée bavarois de l'armée à Ingolstadt
- Max Bernuth
  - Denkt an unsere Krieger, 1915, lithographie
- Hans Bertle
  - Behelfsverbandplatz 1915, huile sur toile 113 × 195 cm, 1915, Musée bavarois de l'armée à Ingolstadt
- Bruno Beye
  - Triversph des Todes I, 1918, gravure sur bois, collection Gerhard Schneider / Bürgerstiftung Solingen
  - Feuer (Offenbarung des Johannes), 1918, gravure sur bois, collection Gerhard Schneider
- Umberto Boccioni
  - Charge de lanciers, 1915, tempera et collage sur papier, 32 × 50 cm collection Juncker, Milan.
- Gerd Böhme
  - Tod in Uniform (Mort en uniforme), vers 1916, lithographie, collection Gerhard Schneider/Bürgerstiftung Solingen
- David Bomberg
  - Sappers at Work: A Canadian Tunelling Company (Sapeur au travail: une unité canadienne), 1re exécution 1918-1919 , huile sur toile, 304 × 224 cm, Tate Gallery, Londres./ 2e exécution 1919, huile sur toile, 305 × 244 cm, National Gallery of Canada, Ottawa.
- Pierre Bonnard
  - Un village en ruines près de Ham, 1917, huile sur toile, 63 × 85 cm, Musée d'Histoire contemporaine (Bibliothèque de documentation internationale contemporaine), Paris.
- Frank Brangwyn
  - Tank in Action (Tank en action), 1925-26, tempera sur toile, 366 × 376 cm, National Museum of Wales, Cardiff.
- Arnold Busch
  - Hauptmann Crato (Capitaine Crato), 1915, carte postale d'après un dessin
  - Hauptmann Horn (Capitaine Horn), 1915, carte postale d'après un dessin
- Erich Büttner
  - Nach der Bescherung, lithographie, Beiblatt zu Kriegszeit 24 décembre 1914
  - Wilhelm II., lithographie, dans la revue Kriegszeit numéro 24, 27 janvier 1915, page de couverture.
  - Im Argonner Wald (Dans la forêt d'Argonne), lithographie pour la revue Kriegszeit no 42, 2 juin 1915

### C
- Sydney Carline

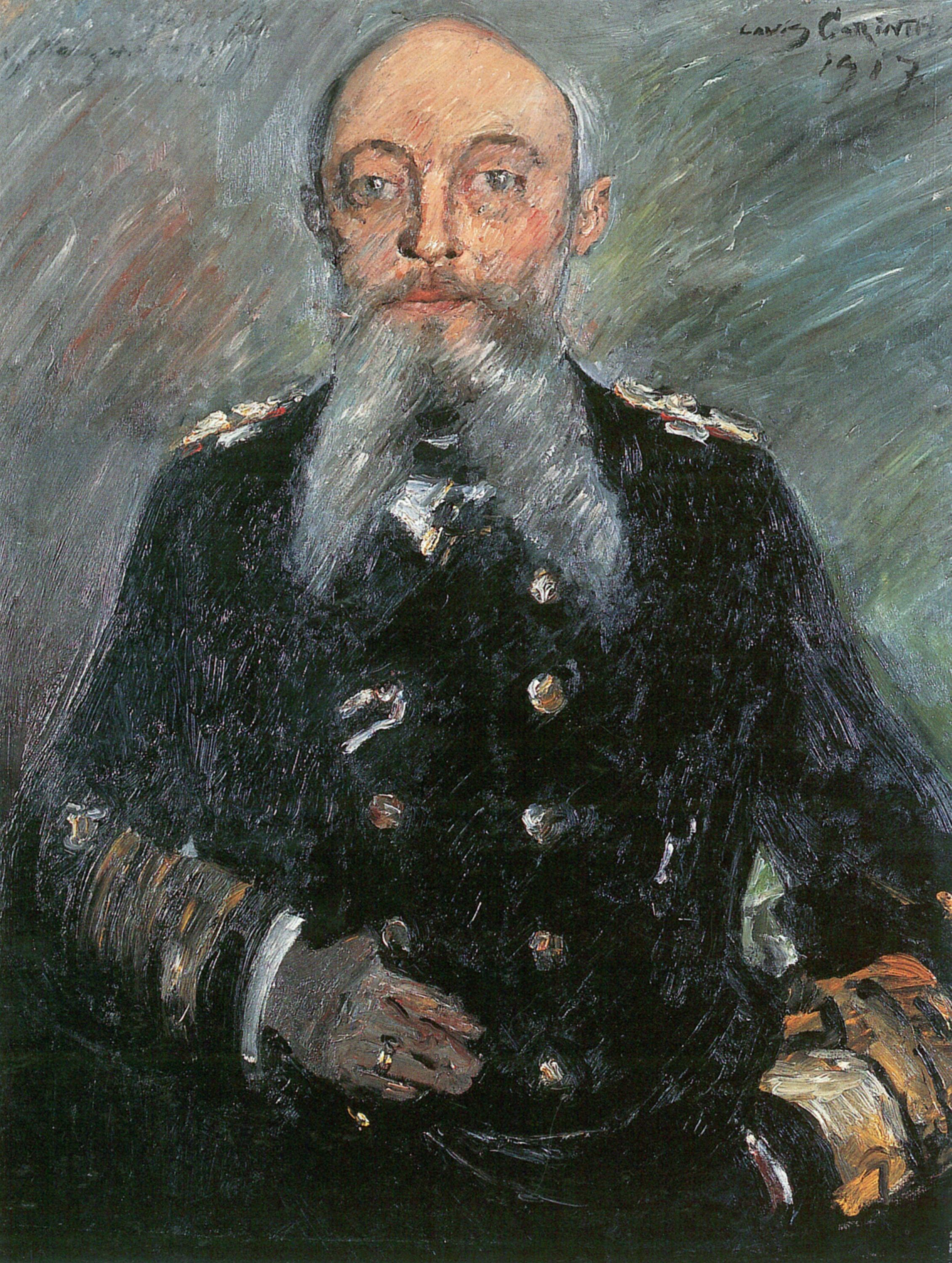
Lovis Corinth: Portrait de l'amiral Alfred von Tirpitz, 1917

  - The Destruction of the Turkish Transport in the Gorge of the Wadi Fara, Palestine 1918( Destruction d'un transport turc dans les gorges de Wadi-Fara, Palestine 1918), 1920, huile sur toile, 120 x 120 cm, Imperial War Museum, Londres.
- Alexander M. Cay
  - Durch Arbeit zum Sieg, 1918, lithographie en couleur.
- Marc Chagall
  - Soldat blessé, 1914, plume et encre de chine sur papier, 22,3 × 17,2 cm, Galerie Tretiakov, Moscou.
- George Clausen
  - In The Gun Foundry at Woolwich (L'armurerie à l'arsenal von Woolwich) 1918, huile sur toile, 182 × 317 cm, Imperial War Museum, Londres.
- Lovis Corinth
  - Bildnis Hermann Struck, 1915, huile sur toile, 80,5 × 59,5 cm, Musée Lenbachhaus de Munich, Munich.
  - Portrait de l'amiral Alfred von Tirpitz, 1917
  - Kain, 1917
- Rudolf Czerny (de)
  - Ankunft französischer Gefangener im Lager Lechfeld, tempera sur papier, 37,9 × 46,8 cm, septembre 1914, Musée bavarois de l'armée à Ingolstadt

### D
- Heinrich Maria Davringhausen

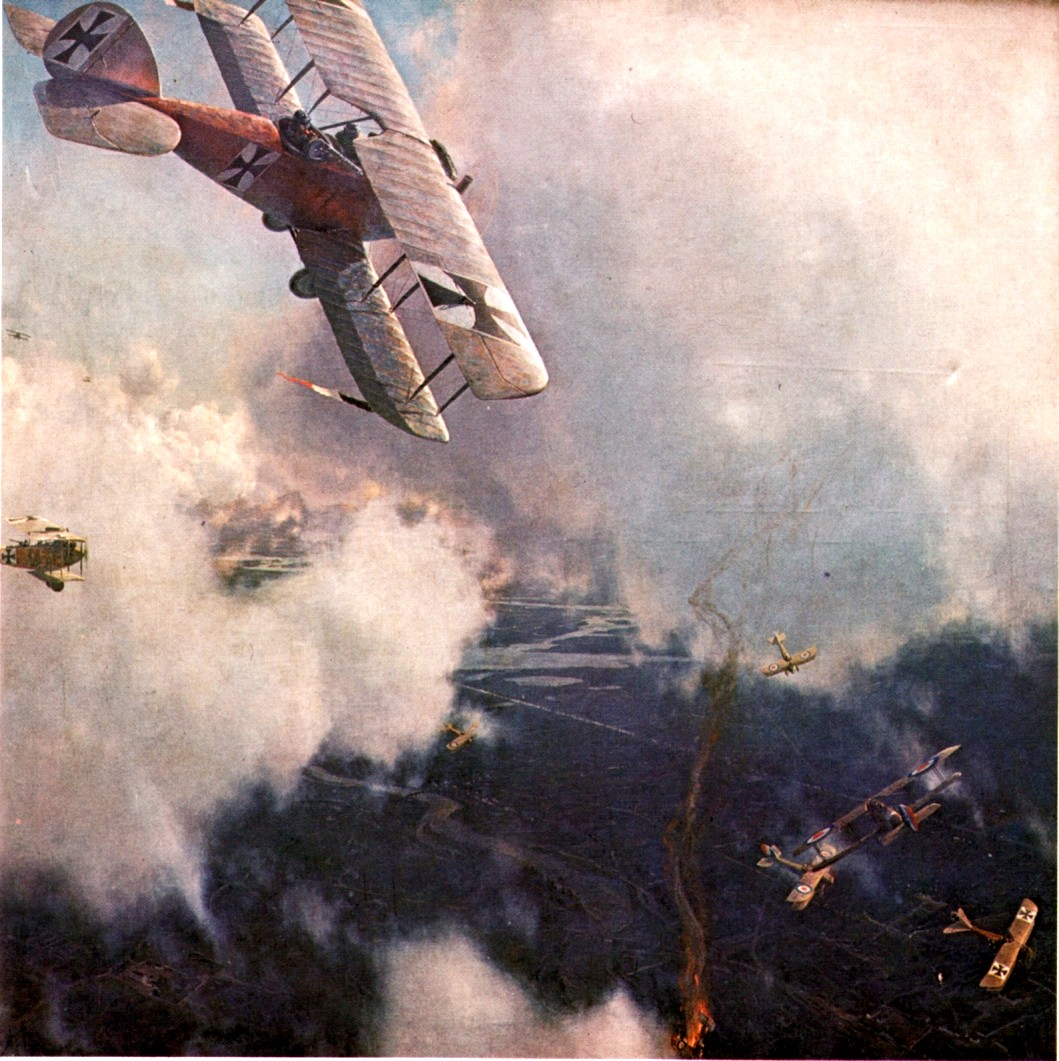
Michael Zeno Diemer: Luftkampf (Combat aérien), 1918

  - Der Irre (Le fou), 1916, huile sur toile, Westfälisches LandesMuseum für Kunst und Kulturgeschichte Münster
- Maurice Denis (Artiste de guerre)
  - Soirée calme en première ligne, 1917, huile sur toile, Musée d'histoire contemporaine (Bibliothèque de documentation internationale contemporaine), Paris.
- Ludwig Dettmann
  - Skizze mit Schützen, 1915, Illustration tirée de : Das Land Goethes (Le pays de Goethe), 1916
- Michael Zeno Diemer
  - Luftkampf (Combat aérien), huile sur toile, 200 × 200 cm, 1918, Musée bavarois de l'armée à Ingolstadt
- Otto Dix
  - Selbstbildnis als Soldat, 1914, huile sur papier, (deux faces), 68 × 53,5 cm, Kunstmuseum Stuttgart.
  - Selbstbildnis mit Artillerie-Helm, 1914, huile sur papier, (deux faces), 68 × 53,5 cm, Kunstmuseum Stuttgart.
  - Selbstbildnis als Mars, 1914, huile sur toile, Städtische collection Freital
  - Sturmtruppe geht unter Gas vor, 1924, aquatinte, 35,3 × 47,5 cm, Musée historique allemand, Berlin.
  - Selbstbildnis als Schießscheibe, 1915, huile sur papier, 72 × 51 cm, Fondation Otto Dix, Vaduz.
  - Mahlzeit in der Sappe (Lorretohöhe), 1924, aquatinte, 35,3 × 47,5 cm, Musée historique allemand, Berlin.
  - Lichtsignale, 1917, gouache sur papier, 40,8 × 39,4 cm, Galerie communale d'Albstadt, Albstadt.
  - Gesehen am Steilhang von Cléry-sur-Somme, 1924, estampe et aquatinte, 35,3 × 47,5 cm, Historial de la Grande Guerre, Péronne.
  - Prager Straße, 1920, huile et collage sur toile, 101 × 81 cm, Kunstmuseum Stuttgart, Stuttgart.
  - Triptychon « Der Krieg », 1929-32, tempera sur bois, tableau central 204 × 204 cm, ailes latérales respectivement 204 × 102 cm, Galerie Neue Meister, Dresde.
  - Flandern (zum Roman Das Feuer von Henri Barbusse), 1934-6, huile et tempera sur toile , 200 × 250 cm, Musées d'État de Berlin (Fondation du patrimoine culturel prussien), Berlin.
  - Schädel, 1924, gravure, 25,5 × 19,5 cm, Historial de la Grande Guerre, Péronne.
- André Dunoyer de Segonzac
  - Préparation d'artillerie, section hors-bois, Lorraine, janvier 1915, 1915, encre de chine sur papier, 21,5 × 30 cm, Musée d'Histoire contemporaine (Bibliothèque de documentation internationale contemporaine, Paris.

### E
- Josef Eberz

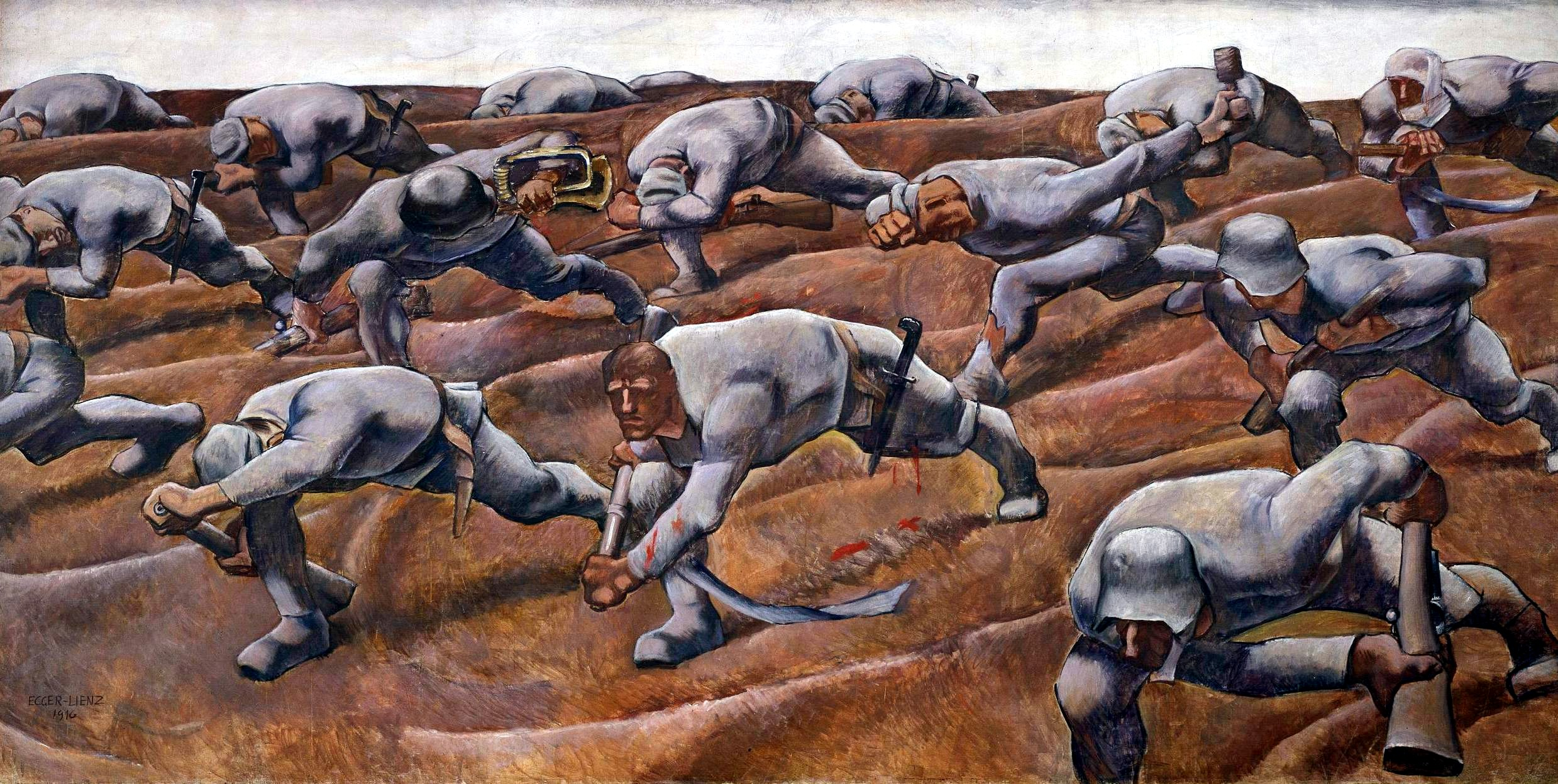
Albin Egger-Lienz: Den Namenlosen 1914 (Aux sans nom 1914) (1916)

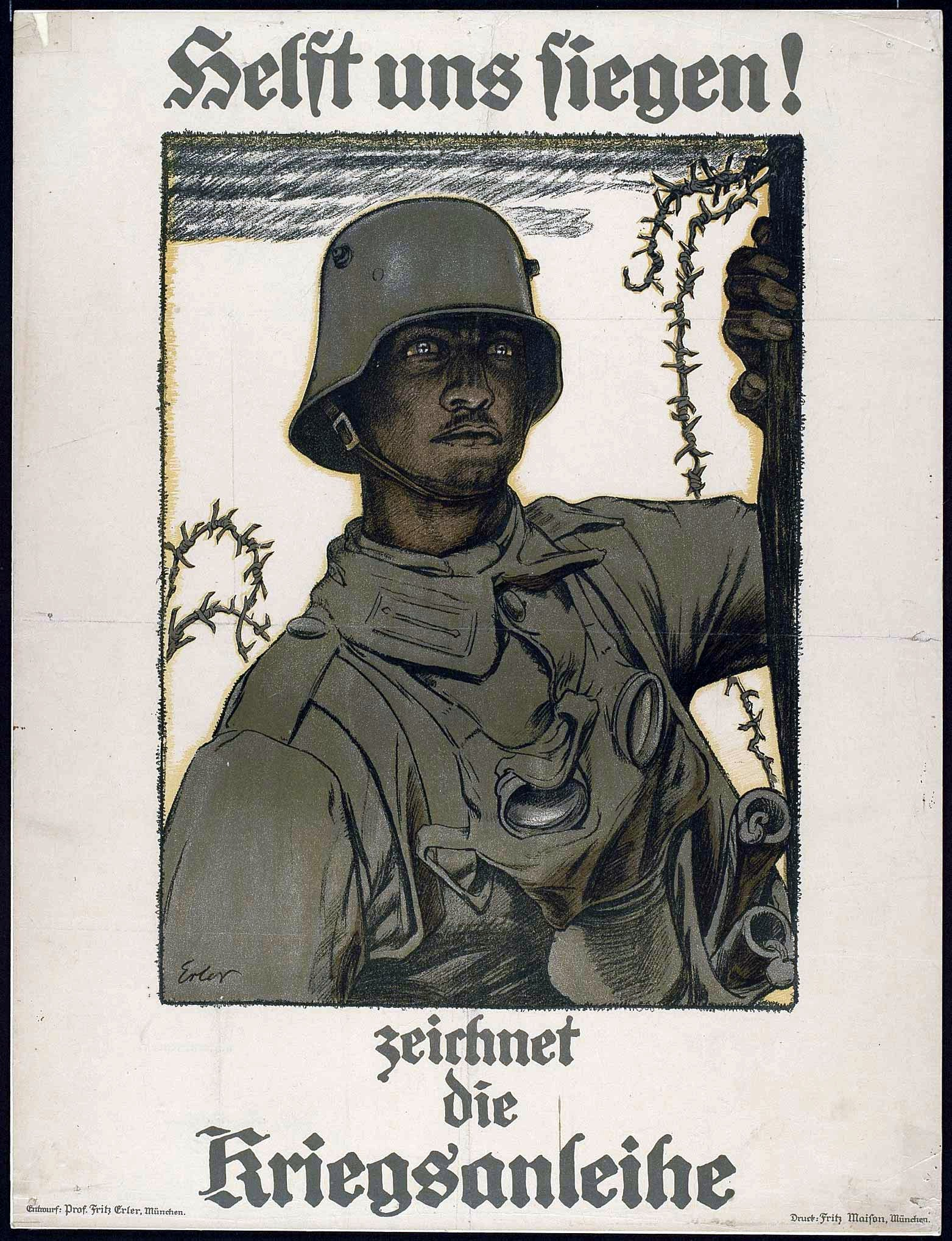
Fritz Erler: Helft uns siegen, 1917

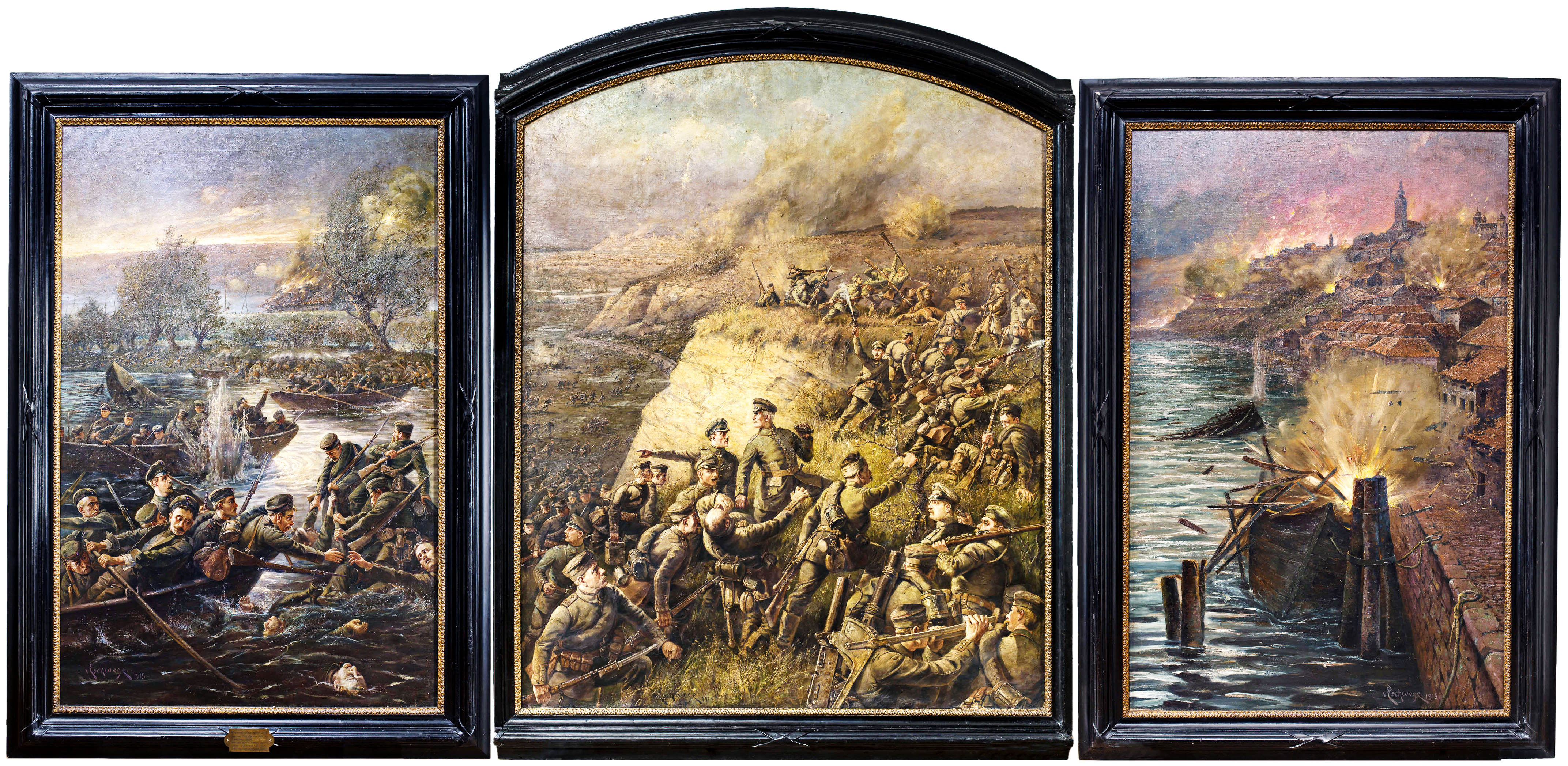
Elmar von Eschwege: Übergang über die Save bei Belgrad(Franchissement de la Save près de Belgrade

  - Kämpfe (Combats), carton à dessin de 15 lithographies, collection Gerhard Schneider/Bürgerstiftung Solingen
- Albin Egger-Lienz
  - Den Namenlosen 1914, 1916, tempera sur toile, 243 × 475 cm, Musée d'histoire militaire de Vienne.
- Erich Erler
  - Nächtlicher Anmarsch der Reserven, gravure 48,4 × 33 cm, Musée bavarois de l'armée à Ingolstadt
  - Anmarsch zur Stellung, gravure 50 × 33,3 cm, Musée bavarois de l'armée à Ingolstadt
  - Kriegsanleihe-Plakat, 1917, lithographie en couleur
- Fritz Erler  (Artiste de guerre)
  - Helft uns siegen, 1917
  - Vernehmung von Zivilgefangenen in der Zitadelle von Lille, tempera sur papier, 74 × 59,5 cm, Musée bavarois de l'armée à Ingolstadt
- Elmar von Eschwege
  - Übergang über die Save bei Belgrad, 1915, Triptyque

### F
- Erich Feierabend
  - Heimkehrer, 1918, gravure sur bois, (couverture de Hindurch, Edition Fritz Heyder, Berlin 1918)
- Friedrich Fennel
  - Vogesenwacht, 1914, lithographie
- John Duncan Fergusson
  - Dockyard, Portsmouth, 1918, huile sur toile, 76,2 × 68,5 cm, Imperial War Museum, Londres.
- Otto Fischer-Trachau
  - Givenchy 1916 (Toter Franzmann im Drahtverhau), 1916, tempera, collection Gerhard Schäfer
  - Überraschender Handgranatenangriff auf der Gießlerhöhe début 1916, 1916, tempera, collection Gerhard Schäfer
  - In der Bereitstellung bei Givenchy, début 1916, 1917, tempera, collection Gerhard Schäfer
  - Die schweren Kämpfe im April 1917 bei Laffaux, 1917, tempera en noir, collection Gerhard Schäfer
  - Der 16. April bei Laffaux (Le 16 avril près de Laffaux), 1917, tempera en noir, collection Gerhard Schäfer
- Richard Flockenhaus
  - Schlachtfeld (Totenfeld an der Aisne), 1918/23, gravure, collection Gerhard Schneider
  - Die Vertriebenen, 1918/23, gravure, collection Gerhard Schneider
- Erich Fraaß
  - Halbfigur mit erhobenen Kopf, vers 1918, dessin au pinceau d'encre de chine, collection Gerhard Schneider

- Fritz Fuhrken

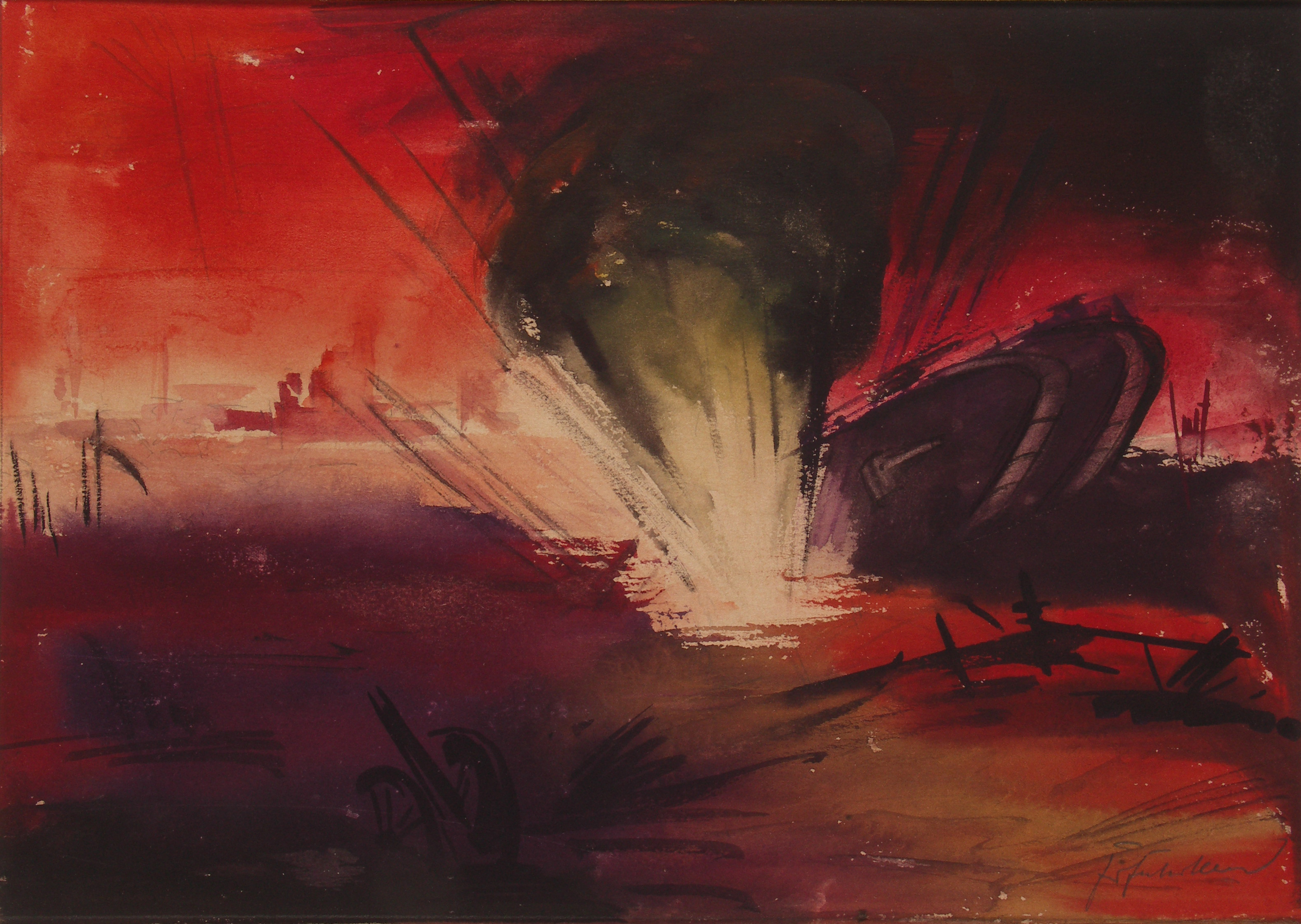
Fritz Fuhrken: Englische Panzeroffensive vom 8. August 1918 bei Amiens/Somme und Tag der Gefangennahme. aquarelle entstand 1918 im Camp Colsterdale/Yorkshire.

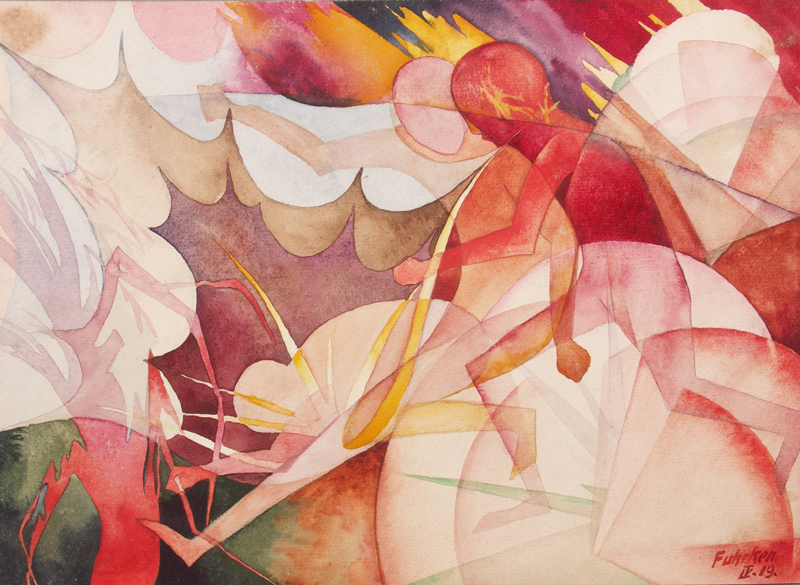
Fritz Fuhrken: Im Granatfeuer, Combats sur la Somme 1918. aquarelle (Futorismus) entstand im April 1919, Camp Colsterdale/Yorkshire.

  - Granate trifft Panzer, 1918, aquarelle
  - Zerstörte Stadt, 1918, aquarelle, collection Gerhard Schneider
  - Im Granatfeuer, 1919, aquarelle

### G
- Henri Gaudier-Brzeska

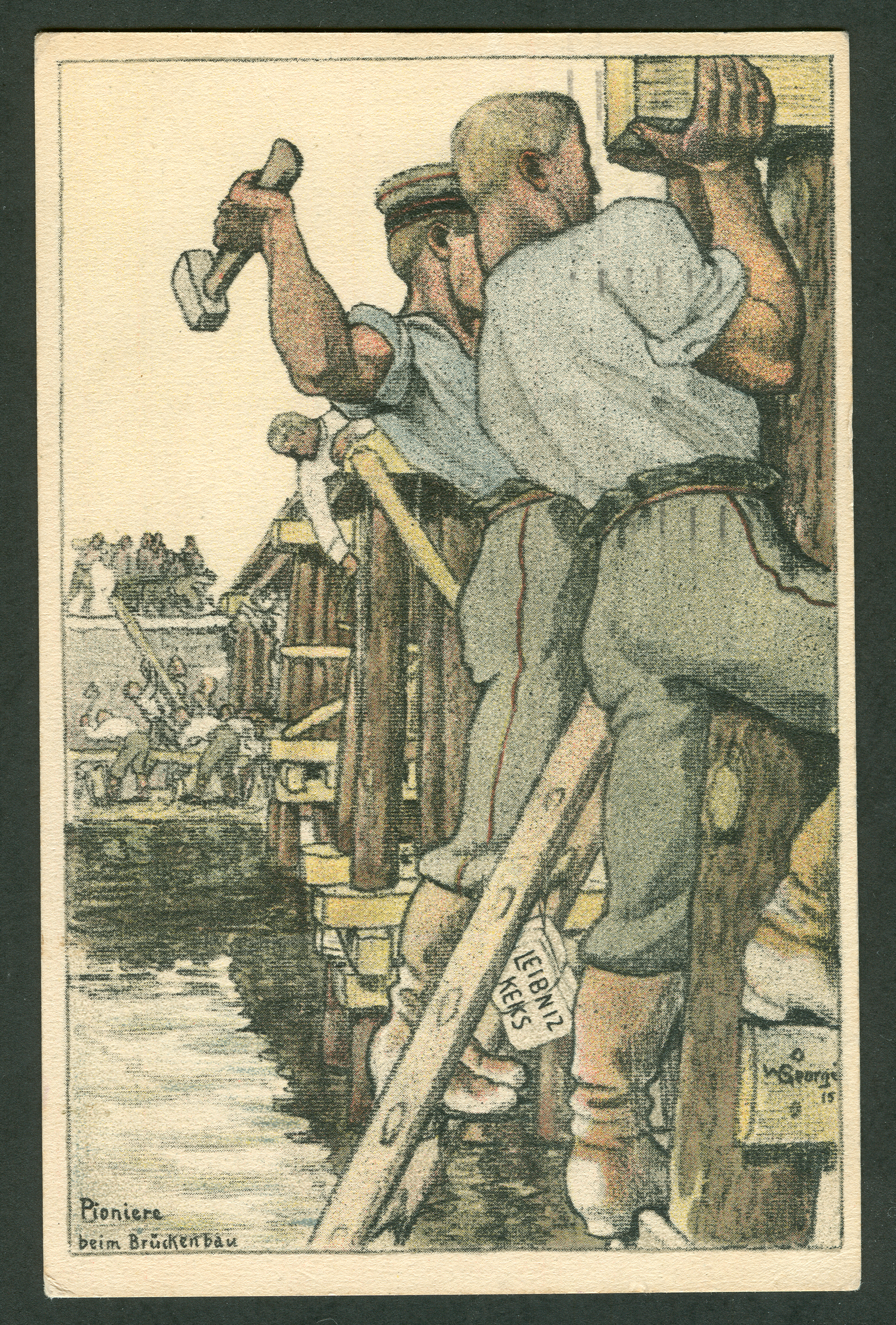
Walter Georgi : Série de cartes postales Georgis pour Bahlsen : « Pioniere beim Brückenbau » (Pionniers construisant un pont)

  - La mitrailleuse en action, 1915, crayon sur papier, 28 × 22 cm, Musée national d'Art moderne, Paris.
  - Un de nos obus explose 1915, crayon sur papier, 22 × 28,5 cm, Musée national d'Art moderne, Paris.
- Willi Geiger
  - Vor der Evakuierung, crayon sur papier, 27,2 × 21 cm, 1916, Musée bavarois de l'armée à Ingolstadt
  - Schwerverwundeter, crayon sur papier, 20,5 × 29,3 cm, 1918, Musée bavarois de l'armée à Ingolstadt
  - Abgeschossener Ballon, crayon sur papier, 20,5 × 29,2 cm, Musée bavarois de l'armée à Ingolstadt
- Walter Georgi
  - Verwundetentransport, fusain avec tempera sur papier, 33,5 × 48,9 cm, 1914, Musée bavarois de l'armée à Ingolstadt
  - Pioniere beim Brückenbau, proposition pour cartes postales du front
- Andreas Gering
  - Die Stafette (L'estafette), 1917 lithographie
  - Totengeläut, 1917, gravure colorée, collection Gerhard Schneider
  - Tod auf dem Schlachtfeld, vers 1917, gravure, collection Gerhard Schneider
- Charles Ginner
  - The Filling Factory (L'usine de munitions), 1918, huile sur toile, 305 × 366 cm, National Gallery of Canada, Ottawa.
- Marcel Gromaire
  - La Guerre, 1925, huile sur toile, 127,6 × 97,8 cm, Musée d'Art moderne de la ville de Paris.
- George Grosz
  - Das Geschoß, 1915, encre de chine sur papier, 24,8 × 19,9 cm, localisation inconnue .
  - Explosion , 1917, huile sur bois, 47,8 × 68,2 cm, Museum of Modern Art, New York.
  - Tote Soldaten auf einem Schlachtfeld, 1915, lithographie, 24,5 × 31,7 cm, localisation inconnue.
- Henry de Groux
  - Masques à gaz (Gasmasken), gravure, Musée Royal de l'Armée et d'Histoire militaire, Bruxelles

### H
- Karl Hayd
  - Österreichische Jäger während der Messe in Neu Sandec, huile sur carton, 35,9 × 49,5 cm, 13 décembre 1914, Musée bavarois de l'armée à Ingolstadt
  - Sturm am Werk Serada, huile sur toile, 103 × 134,5 cm, 1916, Musée bavarois de l'armée à Ingolstadt
  - Österreichische Feldschmiede, huile sur carton, 49,5 × 70,2 cm, 1916, Musée bavarois de l'armée à Ingolstadt
  - Österreichische Feldbäckerei, huile sur carton, 50 × 69,5 cm, Musée bavarois de l'armée à Ingolstadt
- Hans von Hayek (Artiste de guerre)
  - Am Rathaus in München bei der Kriegserklärung, crayon sur papier, 35,3 × 27,4 cm, août 1914, Musée bavarois de l'armée à Ingolstadt
  - Kampfgelände auf der Vimy-Höhe, huile sur toile, 70 × 100 cm, 3 octobre 1914, Musée bavarois de l'armée à Ingolstadt
  - Grabenarbeit bei Givenchy, fusain aquarelle sur papier, 48 × 63,5 cm, février 1915, Musée bavarois de l'armée à Ingolstadt
  - Fesselballon bei Frénois, huile sur carton, 27,8 × 43 cm, 1915, Musée bavarois de l'armée à Ingolstadt
  - Luftkampf nördlich von Arras, crayon weiß gehöht sur papier, 38,2 × 62,5 cm, Musée bavarois de l'armée à Ingolstadt
  - Soldatenbegräbnis bei Metz en couture, aquarelle, Patellkreide sur papier, 40,1 × 55,4 cm, Musée bavarois de l'armée à Ingolstadt
  - Französische Gefangene in der Zitadelle von Lille, crayon sur papier, 33,9 × 49 cm, Musée bavarois de l'armée à Ingolstadt
  - Französische Gefangene aus der Somme-Schlacht, huile sur bois, 45 × 70 cm, Musée bavarois de l'armée à Ingolstadt
  - Nachhutgefecht in einem Dorf bei Bapaume, aquarelle, dessin sur papier, 47 × 72 cm, décembre 1916, Musée bavarois de l'armée à Ingolstadt
  - Marsch in die Somme-Schlacht, huile sur toile, 1916, Musée bavarois de l'armée à Ingolstadt
  - Blick auf St. Quentin, crayon weiß gehöht sur papier, 36,4 × 50,7 cm, juin 1917, Musée bavarois de l'armée à Ingolstadt
  - Lazarett in der Kirche von Bernot, aquarelle, fusain sur papier, 32,1 × 49,2 cm, 13 juin 1917, Musée bavarois de l'armée à Ingolstadt
  - Stellungen an der Putna, crayon auf aquarelle, 35,5 × 49 cm, 26 septembre 1917, Musée bavarois de l'armée à Ingolstadt
  - Vorstadt von Peronne, huile sur carton, 27 × 42,7 cm, 1918, Musée bavarois de l'armée à Ingolstadt
  - Schwieriger Nachschub im Kriegsgelände, aquarelle, fusain sur papier, 36 × 50,3 cm, mars 1918, Musée bavarois de l'armée à Ingolstadt
  - Zerstörter Tank bei Moeuveres, fusain sur papier, 31,5 × 48,5 cm, 3 avril 1918, Musée bavarois de l'armée à Ingolstadt
  - Flakgeschütz bei Klymoten, crayon sur papier, 28,4 × 40 cm, 29 mai 1918, Musée bavarois de l'armée à Ingolstadt
  - Fliegerbeobachtung beim Flakgeschütz, Tempera sur papier, 23,8 × 31,5 cm, mai 1918, Musée bavarois de l'armée à Ingolstadt
  - Flugzeuge auf einer Rollbahn bei Guesnain, crayon sur papier, 29,7 × 45,5 cm, 1er mars 1918, Musée bavarois de l'armée à Ingolstadt
  - Flugplatz bei Guesnain, fusain sur papier, 29,5 × 45,8 cm, 11 mars 1918
  - Deutsche Verwundete auf dem Rückmarsch, aquarelle, crayon sur papier, 33,5 × 47,2 cm, Musée bavarois de l'armée à Ingolstadt
  - Auf den Höhen von Givenchy, fusain aquarellé sur papier, 36,7 × 46,8 cm, Musée bavarois de l'armée à Ingolstadt
  - Evakuierung von Bewohnern einer beschossenen Ortschaft, fusain weiß gehöht sur papier, 36,6 × 55 cm, Musée bavarois de l'armée à Ingolstadt
  - Schloß Beaurains bei Arras, huile sur toile, 64 × 81,3 cm, Musée bavarois de l'armée à Ingolstadt
  - Promenadenkonzert bei Courrières, aquarelle, craie sur papier, 39,7 × 32,9 cm, Musée bavarois de l'armée à Ingolstadt
  - Feuerüberfall bei Armentières, huile sur toile, 46 × 61 cm, Musée bavarois de l'armée à Ingolstadt
  - Saint Laurent-Blangy, huile sur carton, 27,2 × 43 cm, Musée bavarois de l'armée à Ingolstadt
- Erich Heckel
  - Zwei Verwundete, 1915, Xylographie sur papier, Museum Folkwang, Essen.
  - Frühling in Flandern, 1916, Musée Karl Ernst Osthaus,
  - Flandrische Ebene, 1916, Städtisches Museum Abteiberg, Mönchengladbach
- Hermann-Paul
  - Zeit, 1915, Schabkunstblatt aus: Das Land Goethes, 1916
- Anton Hoffmann (Artiste de guerre)

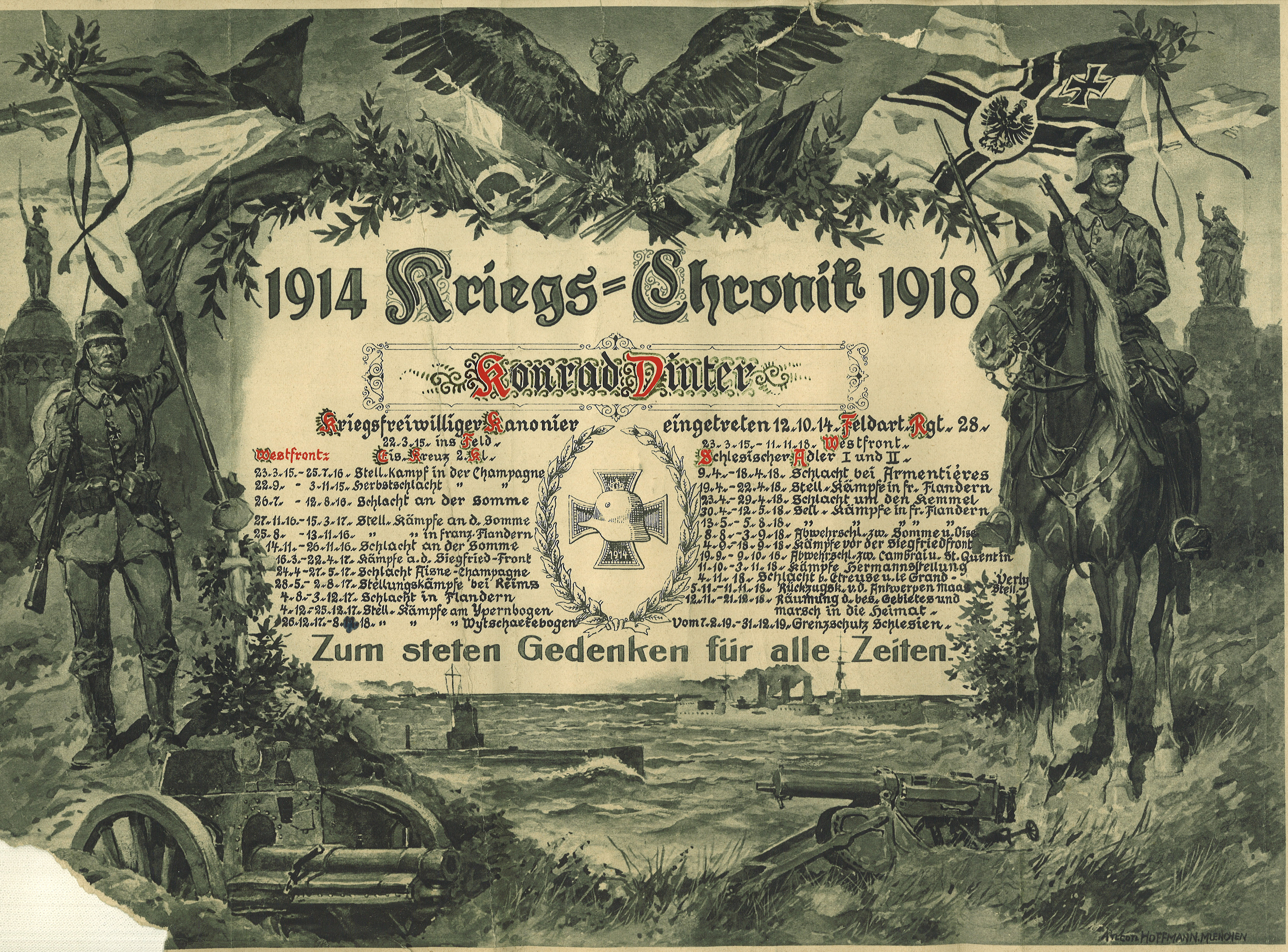
Anton Hoffmann: Individuell ausgefüllter Vordruck Kriegs-Chronik nach einer Zeichnung Hoffmanns (Exemplaire personnel d'une édition de « Chronique de guerre » d'après un dessin d'Hoffmann)

- - Deutsche Sanitäter geraten in feindliches Feuer, Craie de cire rehaussée de blanc sur papier, 27 × 39,7 cm, Musée bavarois de l'armée à Ingolstadt
  - Schwerer Mörser in Stellung, fusain rehaussé de blanc sur papier, 66 × 85,5 cm, 1918, Musée bavarois de l'armée à Ingolstadt
- Ludwig Hohlwein
  - Volksspende, vers 1916, lithographie
  - Der Travers eines Reservisten, affiche de film 1915, lithographie
- Armin Horovitz
  - Gebirgsbatterie auf dem Monte Gusella, 1918, tempera sur Pappendeckel, 72 × 98,9 cm, Musée d'histoire militaire de Vienne, Vienne.

### J
- Walter Jacob
  - Unser Lazarett in Chalmedy, 1917, pastel, collection Gerhard Schneider
- Angelo Jank
  - Feldgeschütz in Feuerstellung, huile sur toile, 123 × 180 cm, 1915, Musée bavarois de l'armée à Ingolstadt
  - Das K.B.I. Schwere Reiterregiment in Sturm auf Onikschty, huile sur toile, 127 × 177 cm, 1915, Musée bavarois de l'armée à Ingolstadt
- Willy Jaeckel
  - Im Granatfeuer, 1916, lithographie, collection Gerhard Schneider/Bürgerstiftung Solingen
  - Nahkampf, 1916, lithographie, collection Gerhard Schneider/Bürgerstiftung Solingen
  - Der Hass, 1916, kolorierte lithographie, collection Frank Brabant
  - Volltreffer, lithographie tirée du carton à dessin Memento 1914/15
  - Irrender Verwundeter, lithographie tirée du carton à dessin Memento 1914/15
  - Vergewaltigung, lithographie du carton à dessin Memento 1914/15
  - Tote Mutter und kleines Kind, lithographie du carton à dessin Memento 1914/15
- Franz M. Jansen
  - Brennende Stadt, vers 1915, gravure sur bois, collection Gerhard Schneider
  - Massengrab, vers 1916, gravure sur bois, collection Gerhard Schneider

### K
- Friedrich August von Kaulbach

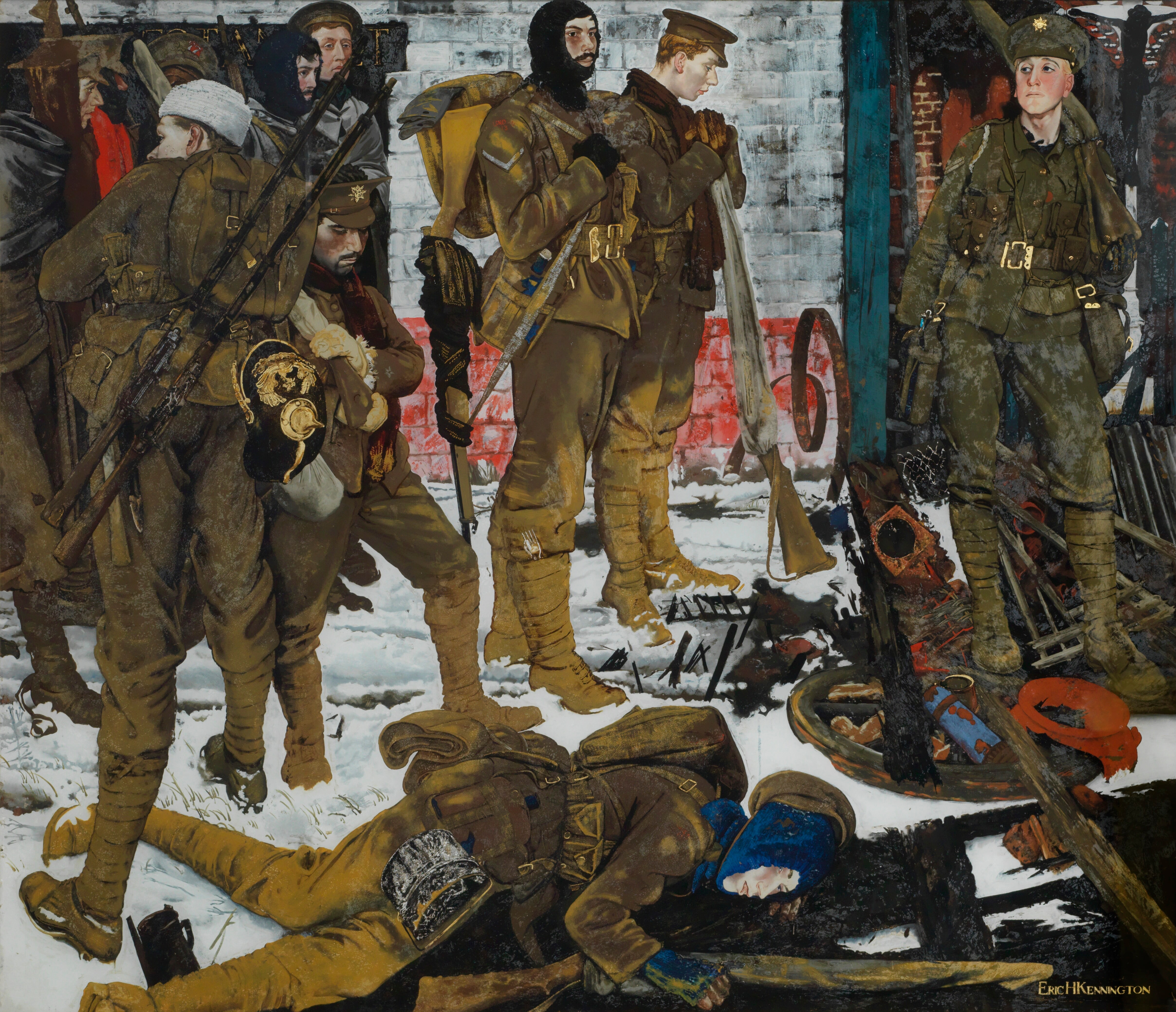
Eric Kennington: The Kensingtons at Laventie (1915)

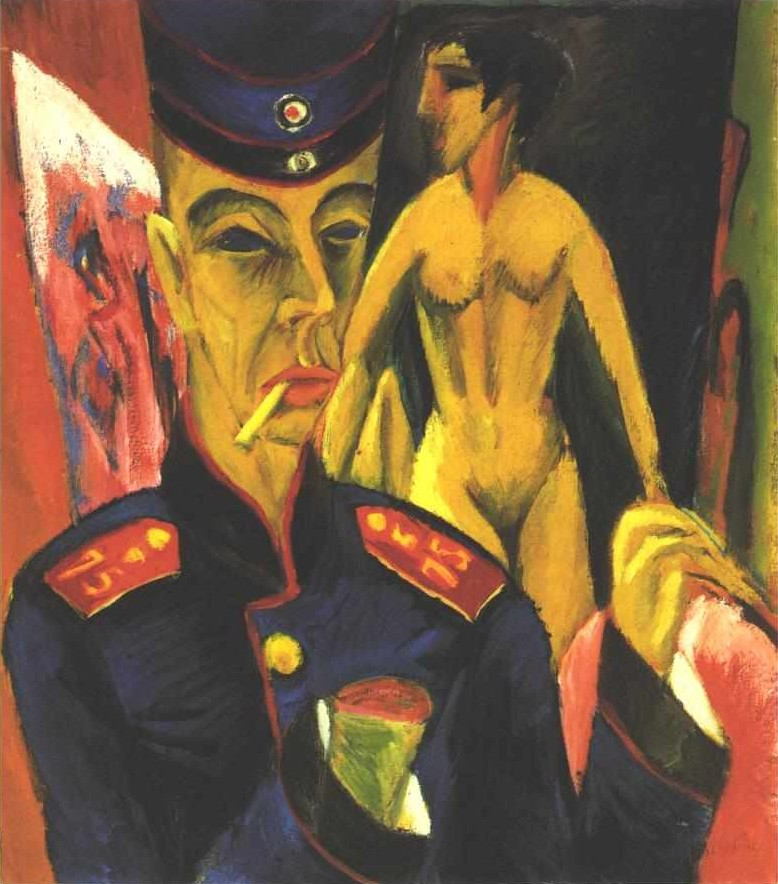
Ernst Ludwig Kirchner: Selbstbildnis als Soldat(Autoportrait en soldat)

  - Friede, 1915, Illustration tirée de Das Land Goethes (Le pays de Goethe), 1916
- Eric Kennington
  - The Kensingtons at Laventie (Die Kensingtons in Laventie), huile sur verre, 139,7 × 154,2 cm, Imperial War Museum, Londres.
  - Gassed and Wounded (Gazés et blessés), 1918, huile sur toile, 71,1 × 91,4 cm, Imperial War Museum, Londres.
- Ernst Ludwig Kirchner
  - Selbstbildnis als Soldat, 1915, huile sur toile, 69,2 × 61 cm, Allen Memorial Art Museum, Oberlin College, Ohio.
- Franz Klemmer
  - Posten vor Thélus, Tempera sur papier, 32 × 19,7 cm, Musée bavarois de l'armée à Ingolstadt
- Wilhelm Kohlhoff
  - Urgewalt, 1917, huile sur toile, collection Gerhard Schneider / Bürgerstiftung Solingen
- Oskar Kokoschka
  - Isonzo-Front, 1916, pastel sur papier, 30,5 × 43 cm, Musée Musée Jenisch de Vevey.
- Käthe Kollwitz
  - Krieg (Guerre), 1919, dessin à l'encre de chine
  - Die Überlebenden (Les survivants), 1920, lithographie
- Willibald Krain (de)
  - Krieg, lithographie aus der Mappe Krieg, Titelblatt, 1916, collection Gerhard Schneider
  - Blutrausch, lithographie du carton à dessin Krieg, 1916, collection Gerhard Schröder
  - Gerüchte, lithographie du carton à dessin Krieg, 1916, collection Gerhard Schröder
  - Die Fahnen, lithographie du carton à dessin Krieg, 1916, collection Gerhard Schröder
  - Die Frauen, lithographie du carton à dessin Krieg, 1916, collection Gerhard Schröder
  - Gebet zum Sieg, lithographie du carton à dessin Krieg, 1916, collection Gerhard Schröder
  - Sieg, lithographie du carton à dessin Krieg, 1916, collection Gerhard Schröder
  - Fluch denen, die uns das Morden lehrten, vers 1918, dessin, collection privée Berlin
- Bruno Krauskopf (de)
  - Christus auf dem Schlachtfeld, 1916, lithographie (zu : « Krieg und Kunst » 1916), collection Gerhard Schäfer
- Alfred Kubin
  - Die Kriegsfackel, 1914, Oberösterreichische Landesmuseen, Linz.

### L
- Roger de La Fresnaye

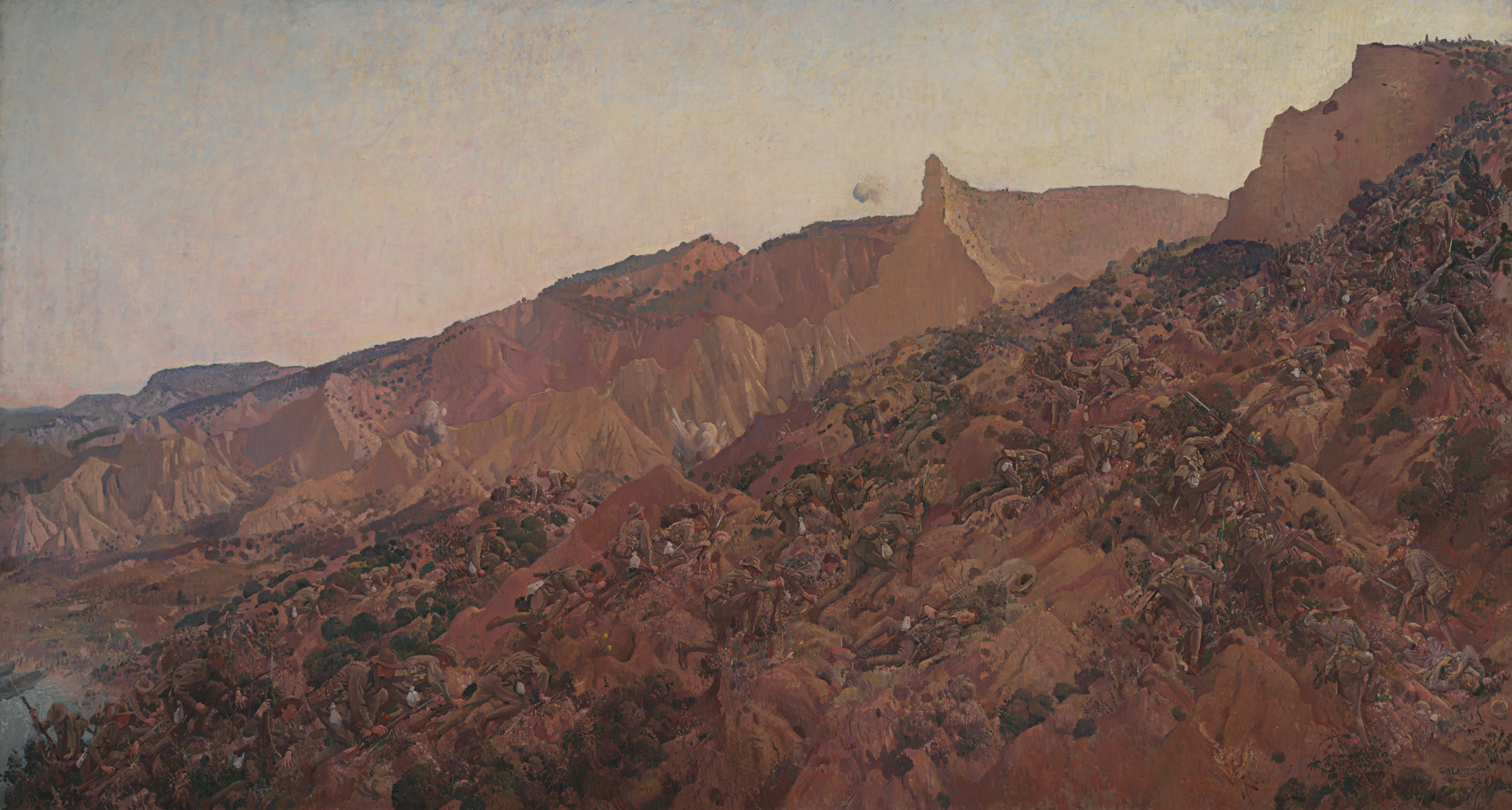
George Washington Lambert: Anzac, the landing 1915

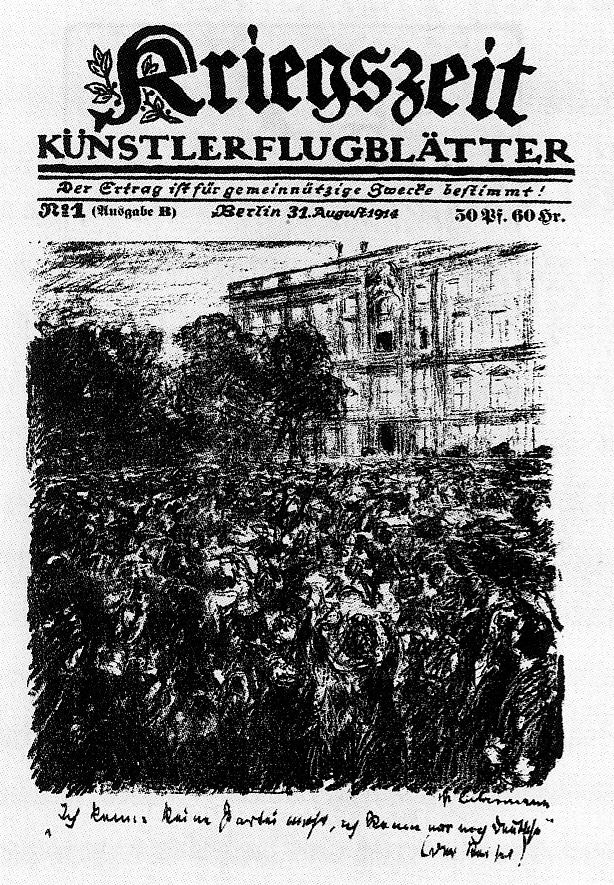
Max Liebermann: Couverture de Kriegszeit numéro 1 du 31 août 1914

  - L'artillerie (Artillerie), 1911, huile sur toile, 130,2 × 159,4 cm, The Metropolitan Museum of Art, New York.
- Oskar Laske (de)
  - Barrikadenkampf in Belgrad am 9. Octobre 1915, 1917-8, tempera sur toile, 110 × 140 cm, Musée d'histoire militaire de Vienne, Vienne.
- George Washington Lambert
  - Anzac, the landing 1915, entre 1920 et 1922, huile sur toile, 190,5 × 350,5 cm, Australian War Memorial
- John Lavery
  - A Convoy, North Sea, 1918 (Un convoi en mer du nord, 1918), 1918, huile sur toile, 172 × 198 cm, Imperial War Museum, Londres.
  - The Cemetery, Etaples (Le cimetière à Étaples), 1919, huile sur toile, 59 × 90 cm, Imperial War Museum, Londres.
- Fernand Léger
  - Sapeurs, 1916, crayon sur carte postale, 17 × 12,7 cm, localisation inconnue.
  - La partie de cartes, 1917, huile sur toile, 129 × 193 cm, Kröller-Müller Museum, Otterlo.
  - La Cocarde, l'avion brisé, 1916, aquarelle sur papier, 23,5 × 29,5 cm, Musée national Fernand Léger, Biot.
  - Sur la route de Fleury, deux morts, 24 octobre 1916, encre de chine sur carte postale, 12 × 8,25 cm, localisation incertaine.
- Georges Leroux
  - L'Enfer, 1917-18, huile sur toile, 114,3 × 161,3 cm, Imperial War Museum, Londres
- Percy Wyndham Lewis
  - A Canadian Gun-Pit (Une position d'artillerie canadienne), 1918, huile sur toile, 305 × 362 cm, National Gallery of Canada, Ottawa.
  - A Battery Shelled (Une batterie détruite), 1918, huile sur toile, 182,8 × 317,8 cm, Imperial War Museum, Londres.
- Ernst Liebermann (de)
  - Beobachtungsposten im Schützengraben bei Hurtebise, crayon sur papier 43,7 × 33,7 cm, 20 juin 1915, Musée bavarois de l'armée à Ingolstadt
  - Ailles (Chemin des dames), huile sur toile, 75 × 85 cm, Musée bavarois de l'armée à Ingolstadt
  - Sibirischer Infanterist, 1916, dessin
- Max Liebermann
  - Ansprache des Kaisers, lithographie pour la première édition de la revue Kriegszeit 31 août 1914, page de couverture
  - Marsch, Marsch, Hurrah !!, lithographie pour Kriegszeit numéro 18/19, 24 décembre 1914, page de couverture
  - Trommelnder Soldat, lithographie pour Kriegszeit numéro 38, 5. mai 1915
  - Matrose (Meine blauen Jungen), 1915, lithographie

### M
- Helmuth Macke

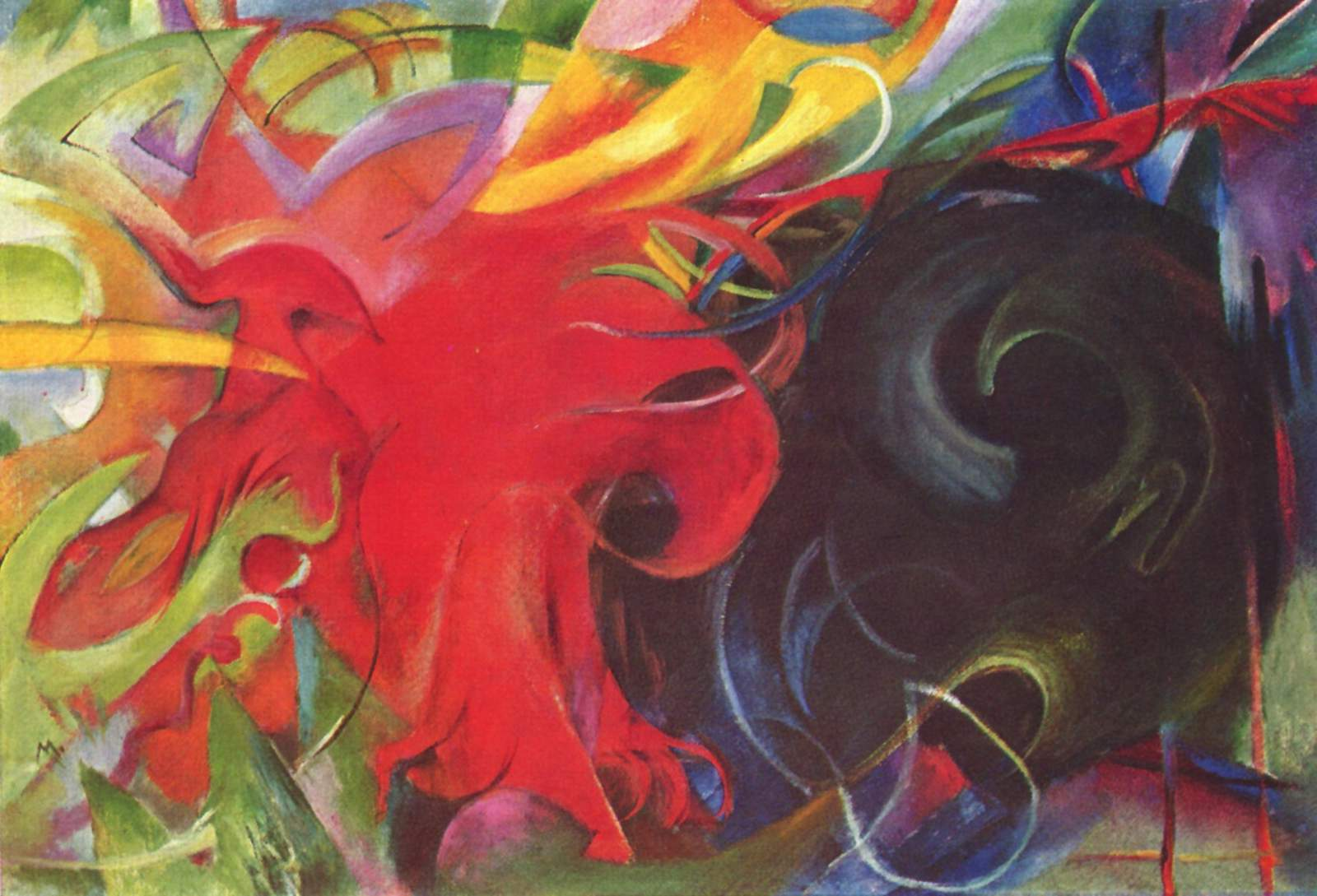
Kämpfende Formen de Franz Marc

  - Französische Kriegsgefangene (Prisonniers de guerre français), 1916, gouache, collection Frank Brabant
- Franz Marc
  - Kämpfende Formen, 1914, toile, Neue Pinakothek Munich (ce tableau est considéré par certains historiens de l'art comme une prémonition de la guerre)
- André Mare
  - Autoportrait, 1916, 2e cahier, page 7, encre de chine et aquarelle sur papier, Historial de la Grande Guerre, Péronne.
  - Le canon de 280 camouflé, encre de chine et aquarelle, 2e cahier, Historial de la Grande Guerre, Péronne.
  - La position du canon, encre de chine et aquarelle, 5e cahier, Historial de la Grande Guerre, Péronne.
  - L'orme de Vermezeele, encre de chine et aquarelle, 4e cahier, Historial de la Grande Guerre, Péronne.
  - La tranchée de Zillebecke, bois du sanctuaire, 29 mai 1916, 5e cahier, aquarelle, Historial de la Grande Guerre, Péronne.
- Franz Markau (de)
  - Einschlagende Granate, 1916, dessin au fusain, collection Gerhard Schneider/Bürgerstiftung Solingen
- Frans Masereel
  - Debout les morts, Résurrection infernale, 1917, xylographie, 14 × 11 cm, Musée d'histoire contemporaine - BDIC, Paris.
- Ludwig Meidner
  - Apokalyptische Stadt, 1913, huile sur toile, Westfälisches Museum für Kunst und Kulturgeschichte Münster
  - Mondsichellandschaft, 1916, huile sur toile, Ostdeutsche Galerie Regensburg
  - Septemberschrei: Hockender Prophet, 1918, lithographie, collection Gerhard Schäfer/Bürgerstiftung Solingen
  - Septemberschrei: Erschreckt Fliehender, 1918, lithographie, collection Gerhard Schäfer
- Moriz Melzer
  - Feldküche, 1914, Monotypie, collection Gerhard Schneider/Bürgerstiftung Solingen
  - An einen gefallenen Freund, 1915, lithographie, collection Gerhard Schneider
  - Schweres Geschütz, 1915, lithographie, collection Gerhard Schneider
- Luc-Albert Moreau
  - Octobre 1917, attaque du Chemin des Dames, 1917, encre de chine, Musée d'histoire contemporaine - BDIC, Paris.
- Wilhelm Morisse
  - Gedenkblatt für die Hinterbliebenden im Großherzogtum Oldenbourg, 1914, lithographie
  - Blick über das Gefechtsfeld bei Lasowa (Vue sur le champ de bataille près de Lasowa), 1916, dessin coloré

### N
- John Nash
  - Over the Top (Au bord de la tranchée), huile sur toile, 79,4 × 107,3 cm, Imperial War Museum, Londres.
  - Oppy Wood, 1917. Evening (Le bois d'Oppy, 1917. Soir), 1917, huile sur toile, 182,8 × 213,3 cm, Imperial War Museum, Londres.
- Paul Nash
  - A Howitzer Firing (Eine Haubitze gibt Feuer), huile sur toile, 71 × 91 cm, Imperial War Museum, Londres
  - Night Bombardment (Bombardement nocturne), 1918-19, huile sur toile, 182,9 × 214,4 cm, National Gallery of Canada, Ottawa.
  - The Ypres Salient at Night (La saillie d'Ypres, la nuit), 1917-18, huile sur toile, 71,1 × 91,4 cm, Imperial War Museum, Londres.
  - Void, 1918, huile sur toile, 71,4 × 91,7 cm, National Gallery of Canada, Ottawa.
  - The Menin Road (La route de Menin), 1919, huile sur toile, 182,9 × 317 cm, Imperial War Museum, Londres.
- Christopher Nevinson
  - Machine-gun, 1915, huile sur toile, 61 × 50,8 cm, Tate Gallery, Londres.
  - French Troops Resting (Troupes françaises au repos), 1916, huile sur toile, 71 × 91,5 cm, Imperial War Museum, Londres.
  - Returning to the Trenches (Retour aux tranchées), 1914-15, huile sur toile, 51 × 76 cm, National Gallery of Canada, Ottawa.
  - A Bursting Shell, 1915, huile sur toile, 76,2 × 55,9 cm, Tate Gallery, Londres.
  - Explosion, 1916, huile sur toile, 61 × 45,8 cm.
  - A Taube, 1916-17, huile sur toile, 63,5 × 76,2 cm, Imperial War Museum, Londres.
  - The Harvest of Battle, 1919, huile sur toile, 182,8 × 317,8 cm, Imperial War Museum, Londres.
  - La Patrie, 1916, huile sur toile, 60,8 × 92,5 cm, City Museum and Art Gallery, Birmingham.
  - Paths of Glory (Chemins vers la gloire), 1917, huile sur toile, 45,7 × 61 cm, Imperial War Museum, Londres.

### O
- Louis Oppenheim
  - Aufruf zum Metallsammeln (Appel à collecter le métal), 1916, lithographie
  - Wer Kriegsanleihen zeichnet, macht mir die schönste Geburtstagsgabe (Celui qui souscrit aux obligations de guerre, me fait le plus beau cadeau d'anniversaire), 1917, lithographie

- Ernst Oppler
  - Nähstube, 1914, lithographie

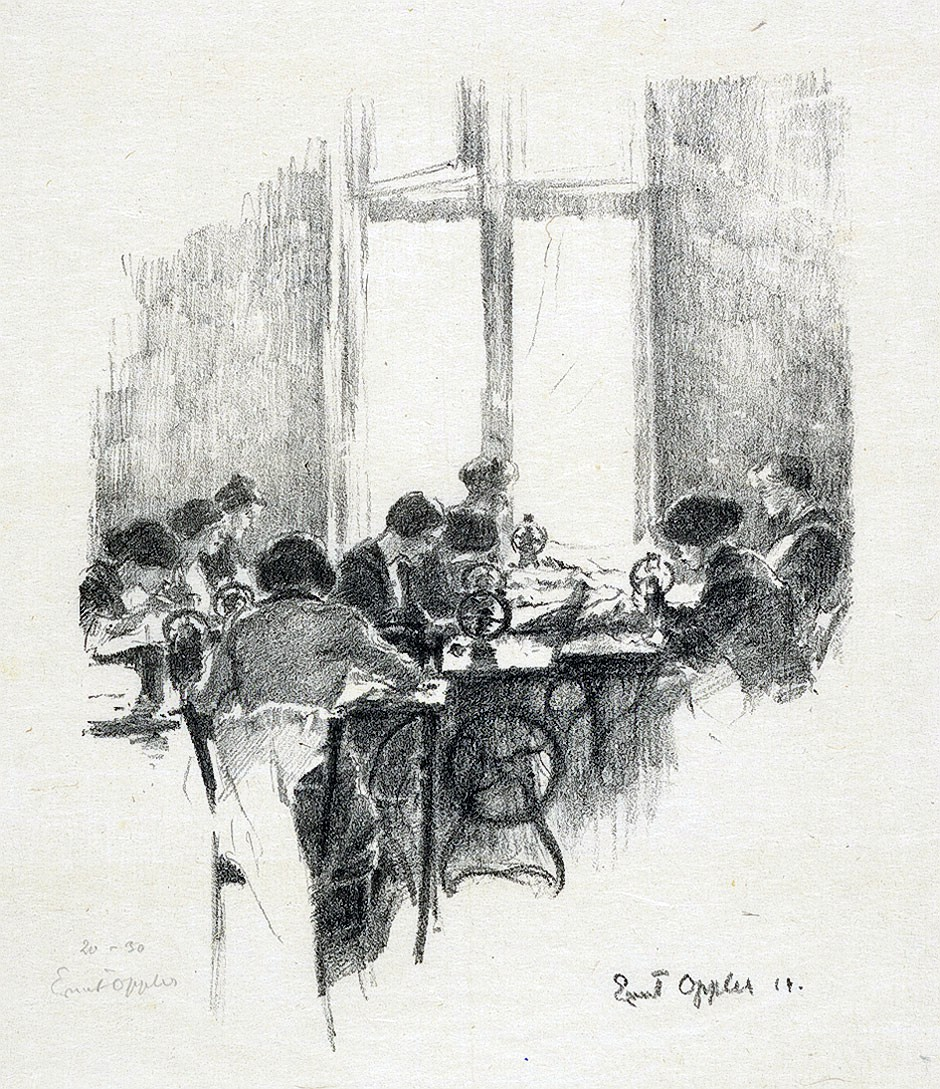
Kriegsnähstube, 1914

  - Ansicht von Lille nach der Bombardierung im 1.Weltkrieg, lithographie
  - Soldaten und Juden, dessin
  - Hinter der Front der kaiserlich deutschen Südarmee (recueil de dessin avec lithographies), 1915
- Alfred Offner
  - Kriegsanleihe-Plakat (Affiche pour l'obligation de guerre), vers 1916, lithographie en couleur.
- William Orpen
  - Ready to Start (Prêts à partir), 1917, 60 x 50,8 cm, huile sur toile, Imperial War Museum, Londres
  - Dead Germans in a Trench (Allemands morts dans une tranchée), 1918, huile sur toile, 91,4 x 76,2 cm, Imperial War Museum, Londres.
  - Thiepval, 1917, huile sur toile, 63,5 x 76,2 cm, Imperial War Museum, Londres.
  - To the Unknown British Soldier Killed in France, (Au soldat inconnu britannique tué en France), (1) 1922-7 huile sur toile, 152,4 x 128,3 cm, Imperial War Museum, Londres (première réalisation)/ (2) 1922-7, huile sur toile, 152,4 x 128,3 cm, Imperial War Museum, Londres (seconde réalisation).

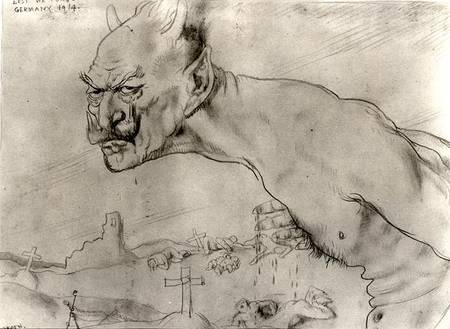
William Orpen: Kaiser Wilhelm as the Devil (L'empereur Guillaume en diable)/center>
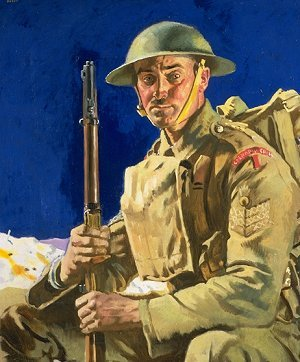
William Orpen: A Grenadier Guardsmen
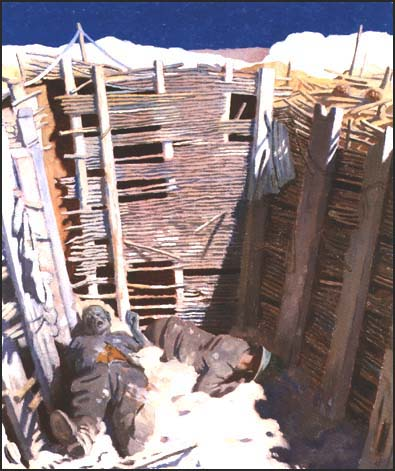
William Orpen: Dead Germans in a Trench(Allemands morts dans une tranchée)
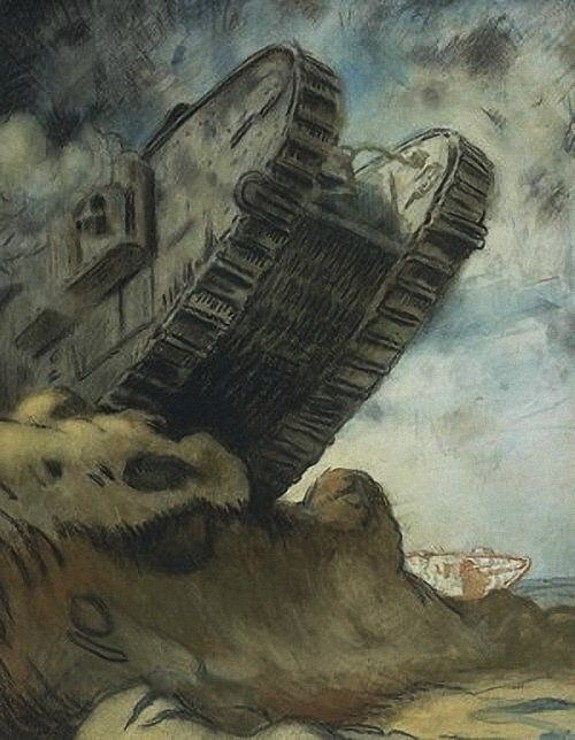
William Orpen: A Tank(Un tank)

### P
- Bruno Paul

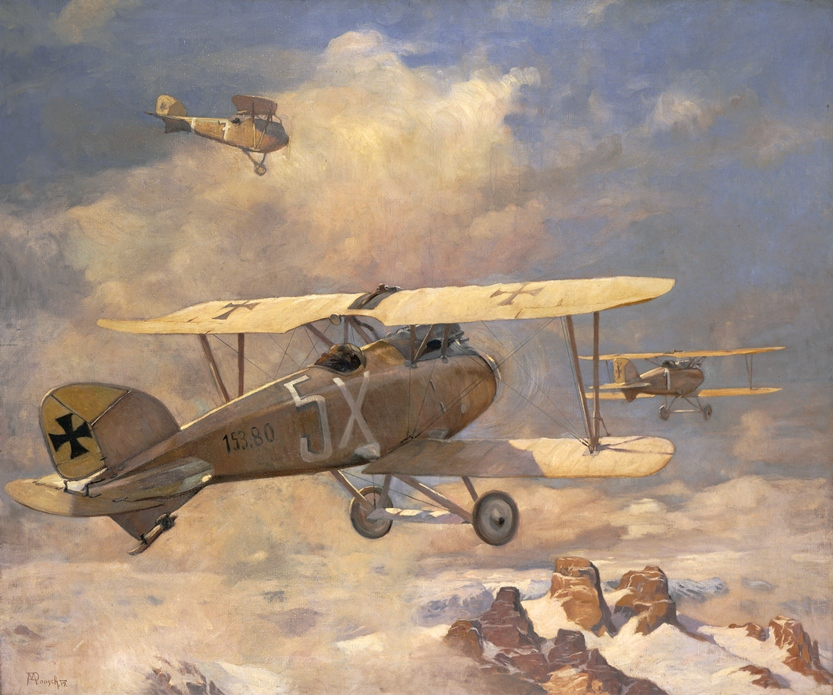
Max von Poosch: Kampfstaffel D3 über der Brenta-Gruppe

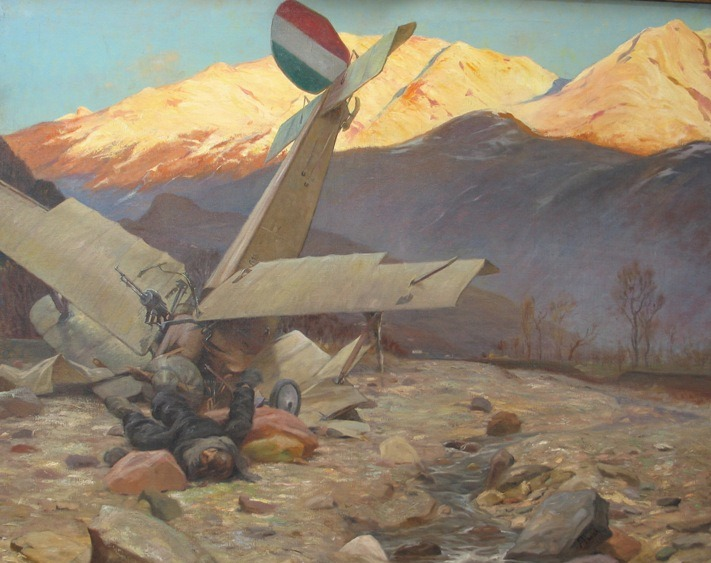
Max von Poosch: Abgeschossener feindlicher Flieger.

  - Kriegsanleihe-Plakat (Affiche pour l'obligation de guerre), 1917, lithographie
- Max Pechstein
  - Explosion, 1917, gravure, collection Gerhard Schneider
- Ernst Penzoldt
  - Die Anbetung des Kindes. Dans la revue Kunstwart, janvier 1915
- Pablo Picasso
  - Guillaume de Kostrowitzky, artilleur, 1914, encre de chine et aquarelle sur papier, 23 × 12,5 cm, Succession Picasso.
  - Apollinaire blessé, 1916, crayon sur papier, 48,8 × 30,5 cm, Succession Picasso
- Max von Poosch
  - Kampfstaffel D3, über der Brenta-Gruppe, 1917, 100 × 120 cm, Musée d'histoire militaire de Vienne, Vienne.
  - Abgeschossener feindlicher Flieger, 1918, huile sur toile, 100 × 120 cm, Musée d'histoire militaire de Vienne, Vienne.

### R
- Max Rabes

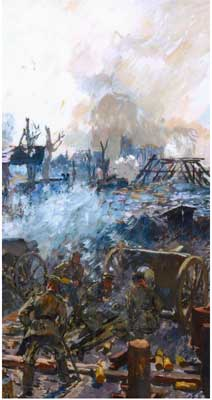
Theodor Rocholl: Das 1. Westfälische Feldartillerie-Regiment numéro 7 in der Herbstschlacht bei La Bassée-Loos am 25. September 1915 (extrait d'un tableau de 1917 d'après une esquisse „an Ort und Stelle“)

  - Russische Zerstörungen in Tapiau, craie rehaussée de papier blanc, 29,4 × 24,6 cm, 7 octobre 1914
  - Zerstörte Brücke bei Tapiau, tempera sur papier, 24 × 30,8 cm, 7 octobre 1914
  - Zerstörte Hauptstraße in Ortelsburg, craie sur papier, 26,2 × 33,1 cm, 16 octobre 1914
  - Vor Verdun, huile sur toile, 125,5 × 164,5 cm, 1916 (?)
  - Marienfest in der St.-Gudule-Kathedrale in Brüssel, fusain et encre de chine, rehaussé de blanc, 66,8 × 49,9 cm, 1916
  - Gasnacht in Lombartzyde, huile sur toile, 80 × 100 cm, 5./6. octobre 1916
  - Bestattung in Flandern, huile sur toile, 96 × 139 cm, octobre 1916
  - Am Grabenspiegel, huile sur toile, 65 × 46 cm, octobre 1916
  - Ruinen von Westende-Dorf, huile sur toile, 77,5 × 92,5 cm, octobre 1916
  - Im Gasangriff, huile sur toile, 60 × 57 cm,
  - Dinant, tempera sur papier, 50 × 66,2 cm
- William Roberts
  - The First German Gas Attack at Ypres (La première attaque allemande au gaz près d'Ypres), 1918, huile sur toile, 304,8 × 365,8 cm, National Gallery of Canada, Ottawa.
  - A Shell Dump, France (Dépôt de munitions), France, 1918-19, huile sur toile, 182,8 × 317,8 cm, Imperial War Museum, Londres.
- Theodor Rocholl
  - Feldofen im Schützengraben, 1914, technique mixte, Stadtmuseum Hofgeismar
  - Verwundete Soldaten mit Sanitäter, 1915, Gouache, Stadtmuseum Hofgeismar
  - Deutsche Tote und Verwundete in einem Schützengraben, 1914, aquarelle, Stadtmuseum Hofgeismar
  - Zerschossener Eisenbahnwaggon, 1915, aquarelle, Stadtmuseum Hofgeismar
  - Soldat mit verwundeten Kameraden, 1916, technique mixte, Stadtmuseum Hofgeismar
  - Feuerung der Feldküche, 1917, huile sur carton,
  - Frühjahrsoffensive deutscher Soldaten, 1918, huile sur toile, Stadtmuseum Hofgeismar
  - Berittene Artilleristen auf dem Marsch, 1919, huile sur toile, Stadtmuseum Hofgeismar
  - Zwischen Damwillers und Azannes (« Aus meinem Skizzenbuch »), 1917, aquarelle, Stadtmuseum Hofgeismar
- Hans Röhm
  - Michel schlag’ zu, schaff’ Frieden und Ruh’, 1914, dessin tiré de « Kunstwart », novembre 1914)

### S
- John Singer Sargent

John Singer Sargent: Gassed - berühmte Darstellung von Opfern eines Gasangriffs

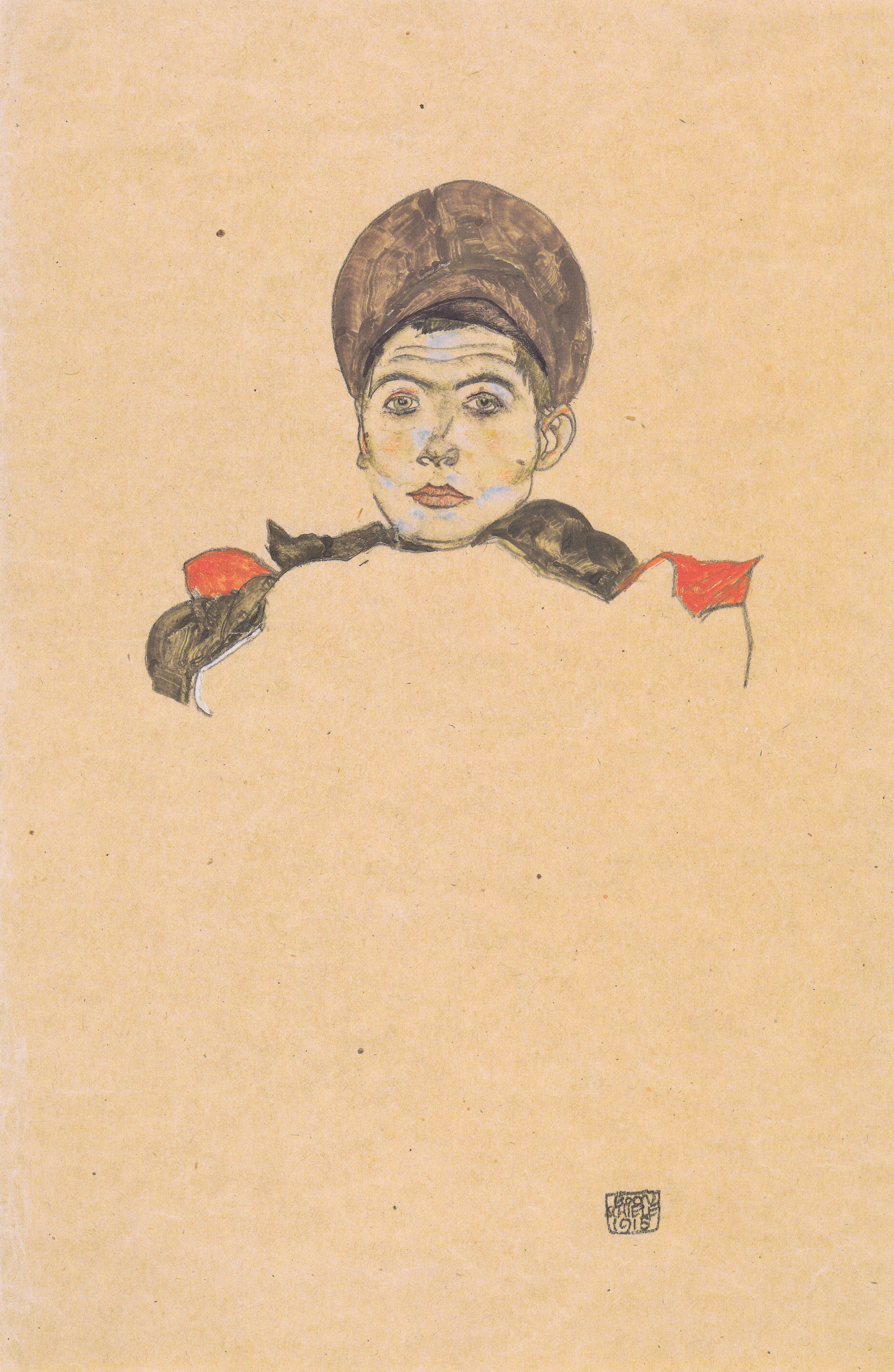
Egon Schiele: Prisonnier de guerre russe

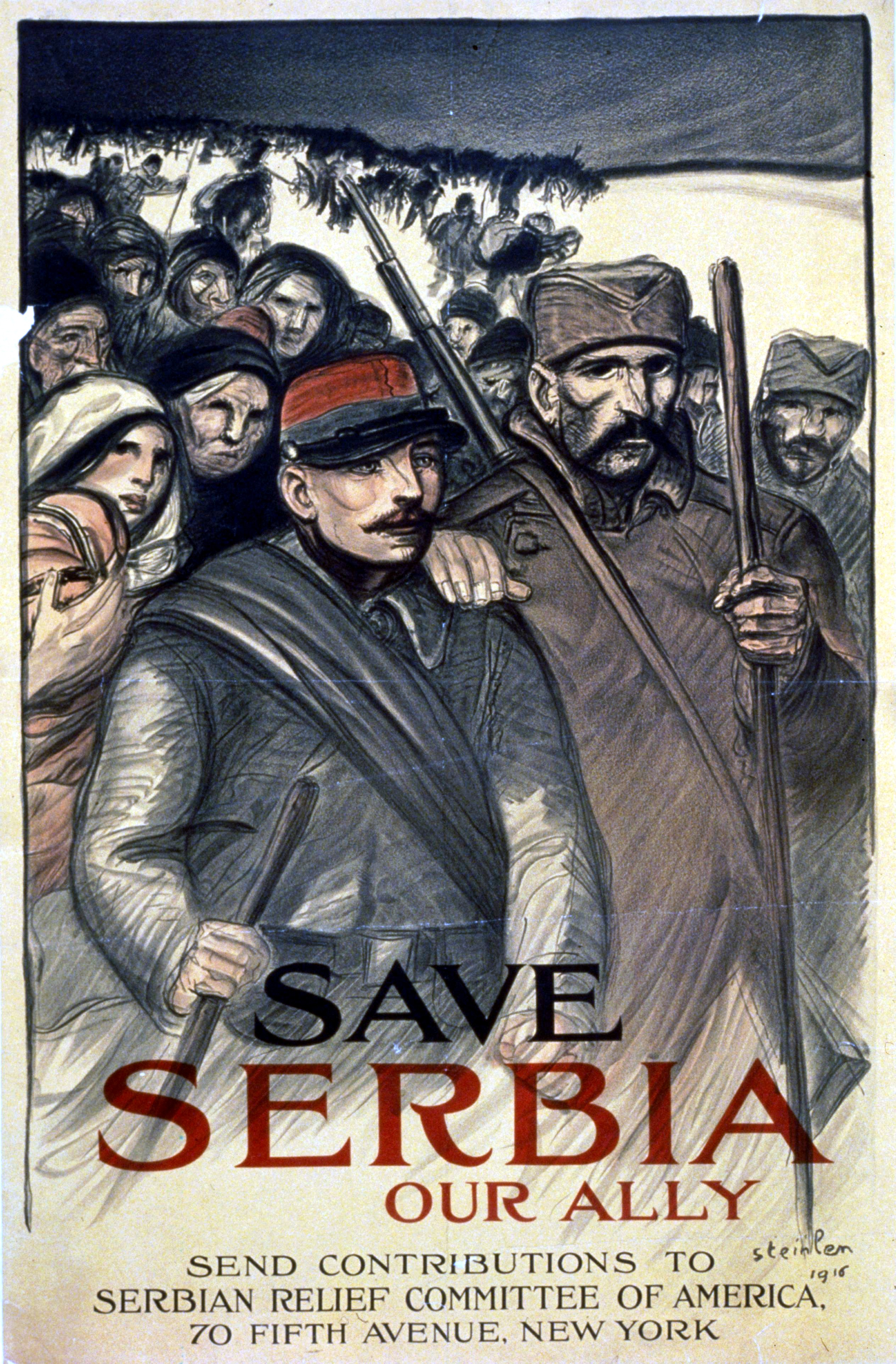
Theophile Steinlein: Save serbia

  - Gassed (Giftgasopfer: Der Verbandsplatz von Le Bac-de-Sud an der Straße Doullens-Arras, août 1918), 1918-19, huile sur toile, 2 310 × 6 111 cm, Imperial War Museum, Londres.
  - A Street in Arras (Une rue à Arras), 1918, aquarelle, 39 × 52 cm, Imperial War Museum, Londres.
- Lino von Schaurath
  - Spendet Liebesgaben für unsere Truppen im Felde, 1914/15, lithographie en couleur
- Egon Schiele
  - Heinrich Wagner, Leutnant i.d. Reserve, 1917, craie noire et gouache sur papier, Musée d'histoire militaire de Vienne, Vienne.
  - Russischer Kriegsgefangener, 1915, crayon et gouache sur papier, 44,9 x 31,4 cm, Albertina, Vienne
- Karl Schmidt-Rottluff
  - Christus, 1918, gravure sur bois
- Wilhelm Schnarrenberger
  - Bekanntgabe des Kriegszustandes am 31 Juli 1914 (Proclamation de l'État de guerre le 31 juillet 1914), lithographie, collection Gerhard Schneider/Bürgerstiftung Solingen
- Robert Schneider
  - Verdun-Zyklus, 2001/2, fusain sur carton, 150 x 102,5 cm (40 dessins tirés de « Jahrhundertreflexion »)

- Otto Schubert

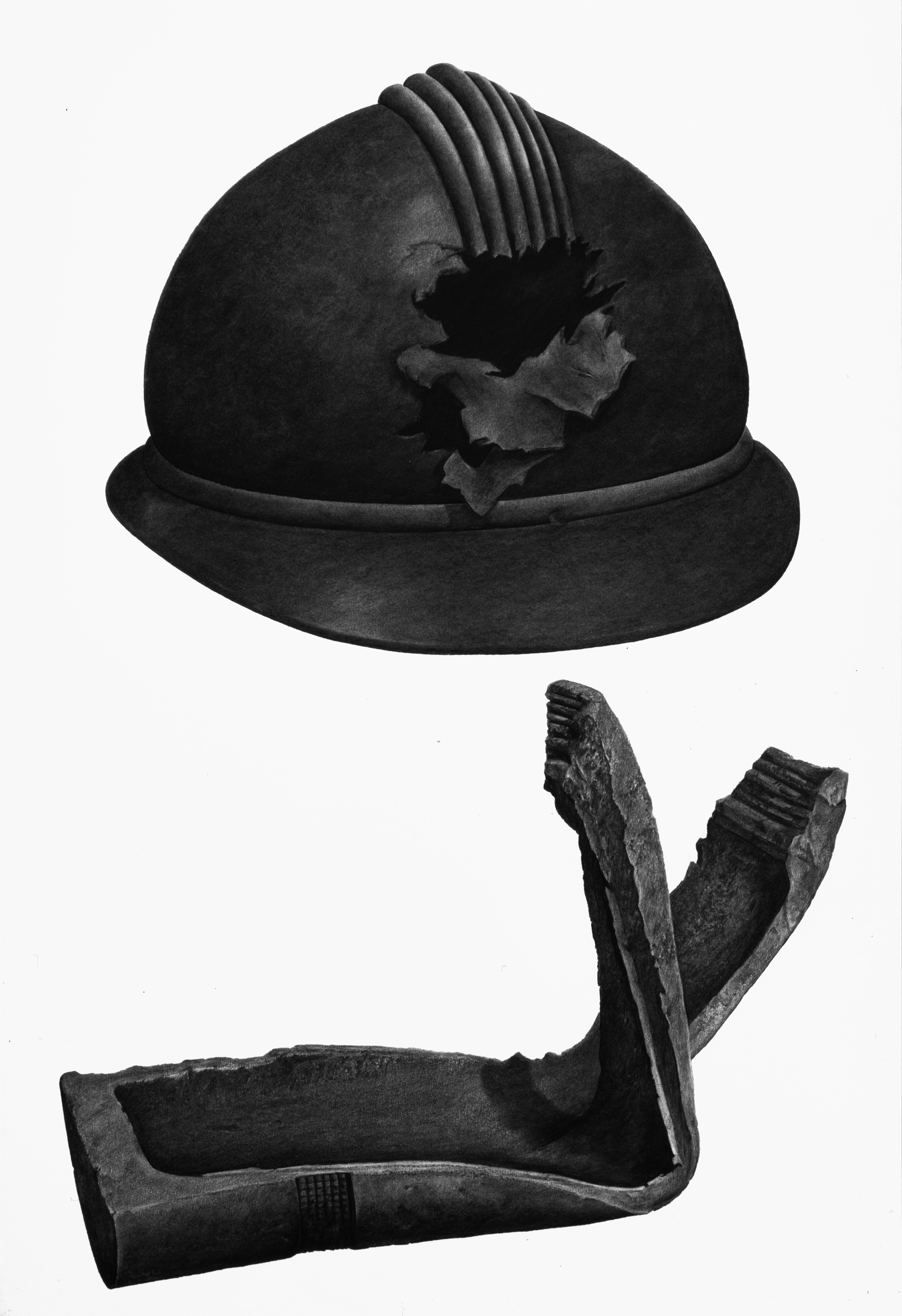
Robert Schneider Verdun numéro 38, Stahlhelm mit Einschussloch und Granatenhälfte, 2002

  - Arocourt (Soldat mit Handgranate zwischen Stacheldraht), vers 1916, dessin au fusain de bois, collection Gerhard Schneider
  - Das Leiden der Pferde im Krieg, 1917 (carton à dessin de 12 lithographies, dont Angst, Granatfeuer, Tot (Peur, Feu de grenades, Mort)
- Felix Schwormstädt
  - Stapellauf der « Hindenburg », 1915, huile sur toile, Ville de Wilhelmshaven
- Paul Segieth
  - Kampfgelände vor Souville (Verdun), crayon sur papier, 30 × 38,8 cm, 3 septembre 1916
  - Sperrfeuer bei Douaumont, huile sur toile, 92,5 × 125 cm, septembre 1916
  - Feuerabwehr feindlicher Gase beim Fort Douaumont, tempera sur papier, 26,7 × 37,3 cm, 1916
  - Posten vor einem Stolleneingang in der Combres-Höhe, 32,8 × 26,8 cm, 1916
  - Ein Stollen in der Combreshöhe, tempera sur papier, 32,4 × 26,4 cm, 1916
  - Straßenbau durch deutsche Landsturm-Truppen bei Kriwoschin, tempera sur papier, 26,6 × 37,2 cm, 1917
- Gino Severini
  - Synthèse plastique de l'idée Guerre, 1915, 60 × 50 cm, Staatsgalerie Moderne Kunst, Munich/Augsburg.
  - Train blindé en action, 1915, huile sur toile, 115,8 × 88,5 cm, Museum of Modern Art, New York.
  - Canon en action, 1915, huile sur toile, 50 × 60 cm, Museum Ludwig, Cologne.
  - Le train-hôpital, 1915, huile sur toile, 117 × 90 cm, Stedelijk Museum, Amsterdam.
- Max Slevogt
  - Schlachtfeld, dessin sur bois (geschnitten von R. Hoberg, du calendrier, « Kunst und Leben »), 1916
- Stanley Spencer
  - Travoys Arriving with Wounded at a Dressing Station at Smol, Macedonia, septembre 1916 (Blessés à Smol, Macédoine, septembre 1916), 1919, huile sur toile, 183 × 218,5 cm, Imperial War Museum, Londres.
  - The Resurrection of the Soldiers (La résurrection des soldats), 1928-29, huile sur toile, Sandham Memorial Chapel, Burghclere.
- Rudolf Stark (aviateur)
  - Luftkampf über Verdun (combat aérien près de Verdun), huile sur toile, 81 × 101 cm, 1916
  - Blick auf einem deutschen Jagdflugzeug im Luftkampf (Vue d'un avion de chasse allemand lors d'un combat aérien), huile sur carton,
  - Deutsche Flieger im Kampf gegen britische Tanks bei Foucaucourt (Aviateurs allemands lors d'un combat contre des tanks britanniques près de Foucaucourt, huile sur toile 80 × 100 cm, 23 août 1918
- Théophile-Alexandre Steinlen
  - Flüchtlinge, lthographie, 38 × 58 cm, 1915
  - Save serbia
- Fritz Steisslinger
  - Soldat auf der Lauer, vers 1915, huile sur papier
  - Studien aus dem Unterstand, 1917, huile sur toile
  - Studienblatt, 1917, sanguine
  - Soldaten im Schützengraben, 1917, sanguine
- Hans Stubenrauch
  - Vor Arras (Devant Arras) , crayon de couleur et pastel, 41,5 × 32,8 cm, 1917,

### T
- Leonard Campbell Taylor
  - Herculaneum Dock, Liverpool, 1919, encre de chine et aquarelle sur papier, 292 × 215 cm, Imperial War Museum, Londres.
- Eduard Thöny
  - Österreichische Artilleriekolonne bei Görz (Colonne d'artillerie autrichienne près de Görz), fusain sur papier, 30 × 55 cm, Musée bavarois de l'armée à IngolstadtIngolstadt
  - Tiroler Standschützen, Musée bavarois de l'armée à IngolstadtIngolstadt
  - Rastende deutsche Infanterie, huile sur toile, 75,5 × 69 cm, Musée bavarois de l'armée à IngolstadtIngolstadt

### U
- Curt Ullrich
  - Leichenbegräbnis des Fliegerhauptmanns Adolf Ritter von Tutschek in Marsous-Lâon, 17 mars 1918, crayon sur papier, 49,5 × 64,5 cm, Musée bavarois de l'armée à IngolstadtIngolstadt
- Leon Underwood
  - Erecting a Camouflage Tree (Érection d'un arbre de camouflage), huile sur toile, 106 × 152 cm, Imperial War Museum, Londres.
- Otto Ubbelohde
  - Kriegsanleihe-Plakat, 1917, lithographie
  - Illustration pour « Kriegsausgabe » du calendrier « Hessen-Kunst » 1914
  - 1914, lithographie 1914/15

### V
- Félix Vallotton
  - Dans l'ombre, 1916, xylographie sur papier, 17,7 × 22,5 cm, Galerie Paul Vallotton, Lausanne.
  - Verdun, tableau de guerre interprété, projections colorées noires, bleues et rouges, terrains dévastés, nuées de gaz, 1917, huile sur toile, 114 × 146 cm, Musée de l’Armée, Paris.
  - Le Plateau de Bolante, 1917, huile sur toile, Musée d'histoire contemporaine - BDIC, Paris.
  - L'église de Souain en silhouette, 1917, huile sur toile, 97 × 130 cm, National Gallery of Art, Washington.
  - Les barbelés, 1916, xylographie, 25,2 × 33,5 cm, Galerie Paul Vallotton, Lausanne.
  - Le cimetière de Châlons-sur-Marne, 1917, huile sur toile, 54 × 80 cm, Musée d'histoire contemporaine - BDIC, Paris.
- Jacques Villon
  - L'entonnoir en Champagne, encre de chine sur papier, Musée d'histoire contemporaine - BDIC, Paris.
- Heinrich Vogeler

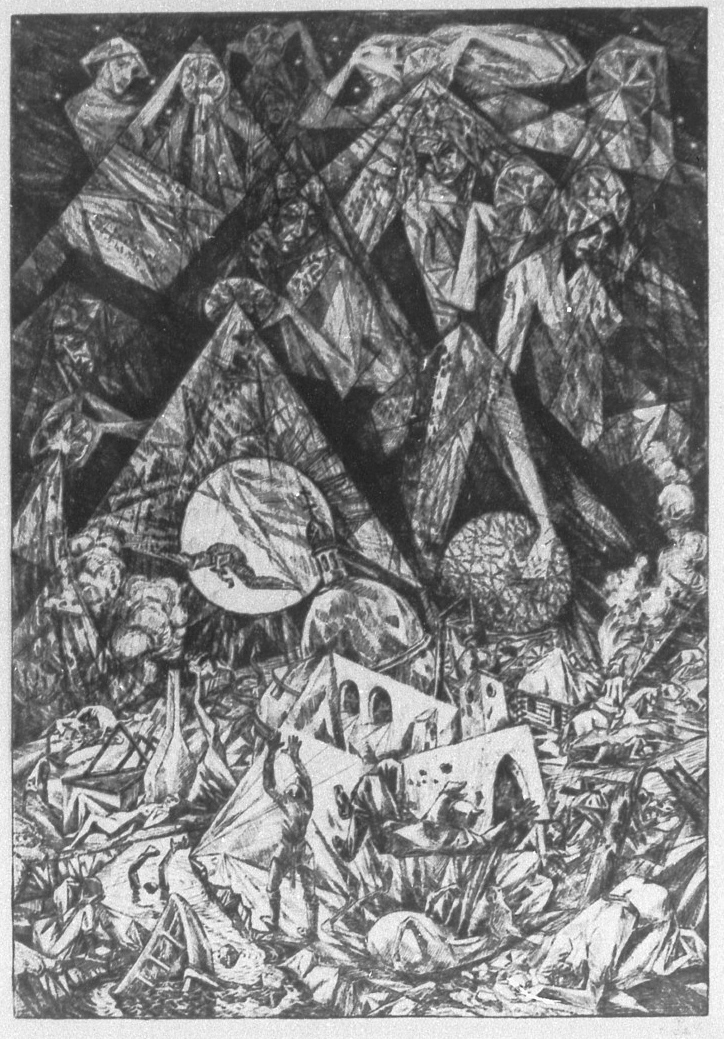
Heinrich Vogeler: Die Ausgießung der sieben Schalen des Zorns(Les sept coupes de la colère de Dieu), gravure, 1918

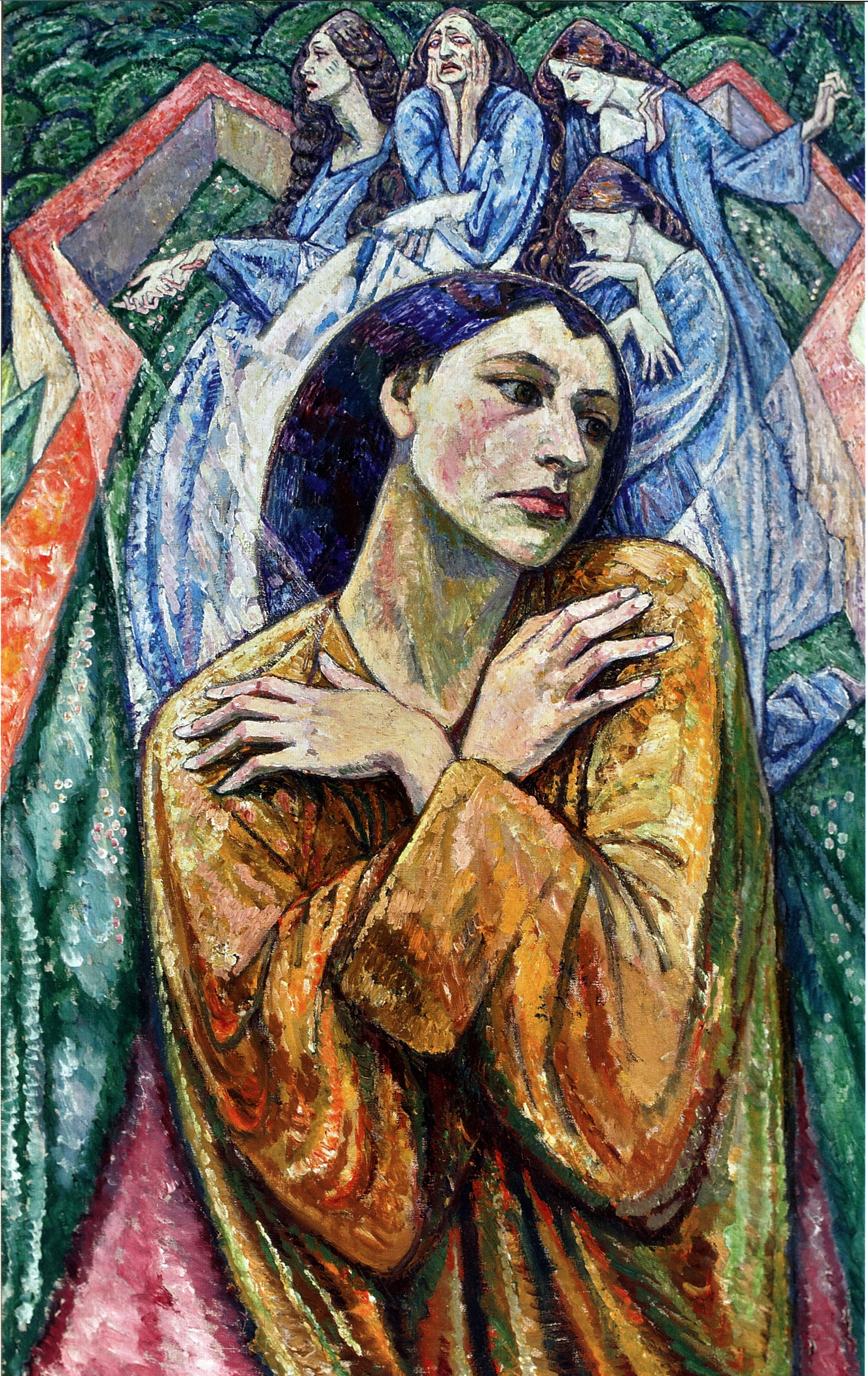
Heinrich Vogeler: Das Leiden der Frau im Kriege oder auch Trauernde Frauen, (La souffrance des femmes en temps de guerre ou aussi Femmes en pleurs, 1918

- - Mühle bei Kowel (Moulin près de Kovel), 1915, crayon et huile sur caton
  - Junge Frau aus Galizien (Jeune femme de Galicie), 1915, dessin à la plume
  - Am Styr, vers 1915, huile sur toile
  - Weinende Frauen (Femmes en pleurs), vers 1915, dessin à la plume
  - Luck, 1915, huile sur carton, Kunststiftung Friederich Netzel, Worpswede
  - Geschütz in Stellung (Karpaten), 1915, dessin à la plume
  - Maschinengewehr der Schneeschuhkompanie, 1915, dessin à la plume
  - Artilleriebeobachtung in den Karpaten, vorn General von Gerok, 1915, dessin à la plume
  - Figurenstudien (Dolina), vers 1915, dessin au crayon noir et au crayon de couleur
  - Gehöft bei Lissowo, vers 1915
  - Wyszkow, vers 1915, dessin au crayon
  - Bauer in den Rokitnosümpfen, dessin à la plume
  - Das Dorf Tailly (Le village de Tailly), vers 1916, huile sur carton
  - Dorfgespräche in Russland, vers 1916, huile sur carton
  - Das Leiden im Kriege, 1916, huile sur toile, Fondation culturelle du Landkreis d'Osterholz
  - Die Ausgießung der sieben Schalen des Zorns, gravure, 1918
  - Das Leiden der Frau im Kriege oder auch Trauernde Frauen, 1918
- Édouard Vuillard
  - Interrogatoire d'un prisonnier, 1917, détrempe sur papier, collé sur toile, 110 × 75 cm, Musée d'histoire contemporaine - BDIC, Paris.
  - Usine de fabrication d'armement à Lyon : La Forge, 1917, tempera sur toile, 75 × 154 cm, Musée d'art moderne, Troyes.

### W
- Edward Alexander Wadsworth
  - Dazzle-ships in Drydock at Liverpool (Navires camouflés à Trockendock Liverpool), 1919, huile sur toile, 304,8 × 243,8 cm, National Gallery of Canada, Ottawa.
- Evarist Adam Weber
  - Sturm, (Tempête) 1915, gravure sur bois, collection Gerhard Schneider/Bürgerstiftung Solingen
  - Nach dem Sturm (Après la tempête), 1915, gravure sur bois, collection Gerhard Schneider/Bürgerstiftung Solingen
  - Volltreffer, gravure sur bois, collection Gerhard Schneider/Bürgerstiftung Solingen
- Bernhard Winter
  - Sprung auf, marsch, marsch!, 1914, huile sur toile
  - Die Kriegssaat, 1915, huile sur toile
- Aloys Wach
  - Auftakt, vers 1917, gravure extraite de Totentanz (La danse des morts) 1914
  - Die Granate, vers 1917, gravure extraite de Totentanz (La danse des morts) 1914
  - Zusammenbruch, vers 1917, gravure extraite de Totentanz (La danse des morts) 1914
  - Indier am Lagerfeuer, vers 1917, gravure extraite de Totentanz (La danse des morts) 1914
  - Der Verführer, vers 1917, gravure extraite de Totentanz (La danse des morts) 1914
- Albert Weisgerber
  - Klagender Jeremias vor den Ruinen, 1912, huile sur toile, Museum St. Ingbert, Fondation Albert Weisgerber
- Georg Wolf
  - Laufgraben vor zerschossenen Häusern in Charonne, 1916, aquarelle, Galerie Sabatier, Verden
  - Beobachtungsposten bei Chevreus, huile sur carton, Galerie Sabatier, Verden
  - Soldat auf Wache an der Aisne, 1916, huile sur carton, Galerie Sabatier, Verden
  - Sechsergespann-Nachschubwagen im Granatfeuer, 1916, aquarelle, Galerie Sabatier, Verden
  - Verwundetes Pferd nach dem Maurenangriff, vers 1916, aquarelle, Galerie Sabatier, Verden

### Z
- Ossip Zadkine

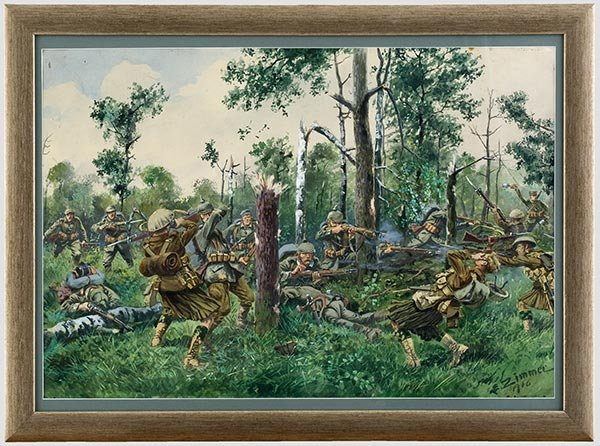
Ernst Zimmer: Combat de patrouilles

  - Loude, 1916, encre de chine et aquarelle sur papier, 26 × 33,5 cm, Musée d'histoire contemporaine - BDIC, Paris.
  - Ambulance russe, 1917, fusain sur papier, 25,5 × 33 cm, Musée d'histoire contemporaine - BDIC, Paris.
- Heinrich Zille
  - Kartoffelstehen (tiré de : Der Bildermann), 1916
  - Das Eiserne Kreuz (La croix de fer)
- Ernst Zimmer (Artiste de guerre)
  - Transport verwundeter Soldaten (Transport de soldats blessés), tempera sur papier, 16,1 × 23,5 cm, Musée bavarois de l'armée à IngolstadtIngolstadt
  - Der Kaiser verleiht den Helden von Nowo-Georgiewsk das Eiserne Kreuz (L'empereur décore les héros de Novogeorgievsk de la croix de guerre)
  - Spähtruppengefecht (Combat de patrouilleurs)

## Source de la traduction
- (de) Cet article est partiellement ou en totalité issu de l’article de Wikipédia en allemand intitulé « Liste von Gemälden und Grafiken zum Ersten Weltkrieg » (voir la liste des auteurs).